# Alfter
Alfter ist eine Gemeinde im Rhein-Sieg-Kreis im Süden Nordrhein-Westfalens, am westlichen Stadtrand von Bonn. Es ist die einwohnerstärkste Gemeinde in Nordrhein-Westfalen ohne Stadtrecht.

## Geographie

### Lage
Die Gemeinde Alfter liegt unmittelbar westlich der Bundesstadt Bonn am südlichen Rand des Vorgebirges. Sie grenzt im Norden an die Stadt Bornheim, im Osten an die Stadt Bonn, im Süden an die Städte Meckenheim und Rheinbach und im Westen an die Gemeinde Swisttal.
Alfter umfasst eine Fläche von etwa 35 km², davon 18 km² landwirtschaftliche Nutzfläche und 8 km² Wald.
Die höchste Erhebung liegt nahe dem Dickbaumskreuz (⊙) in der Ortschaft Witterschlick mit 174,5 m ü. NHN, der niedrigste Punkt liegt in der Flur Am neuen Weiher (⊙) mit 52,5 m ü. NHN. Durch Alfter fließen der Alfterer Bornheimer Bach und der Hardtbach mit zahlreichen Zuflüssen.

### Gemeindegliederung

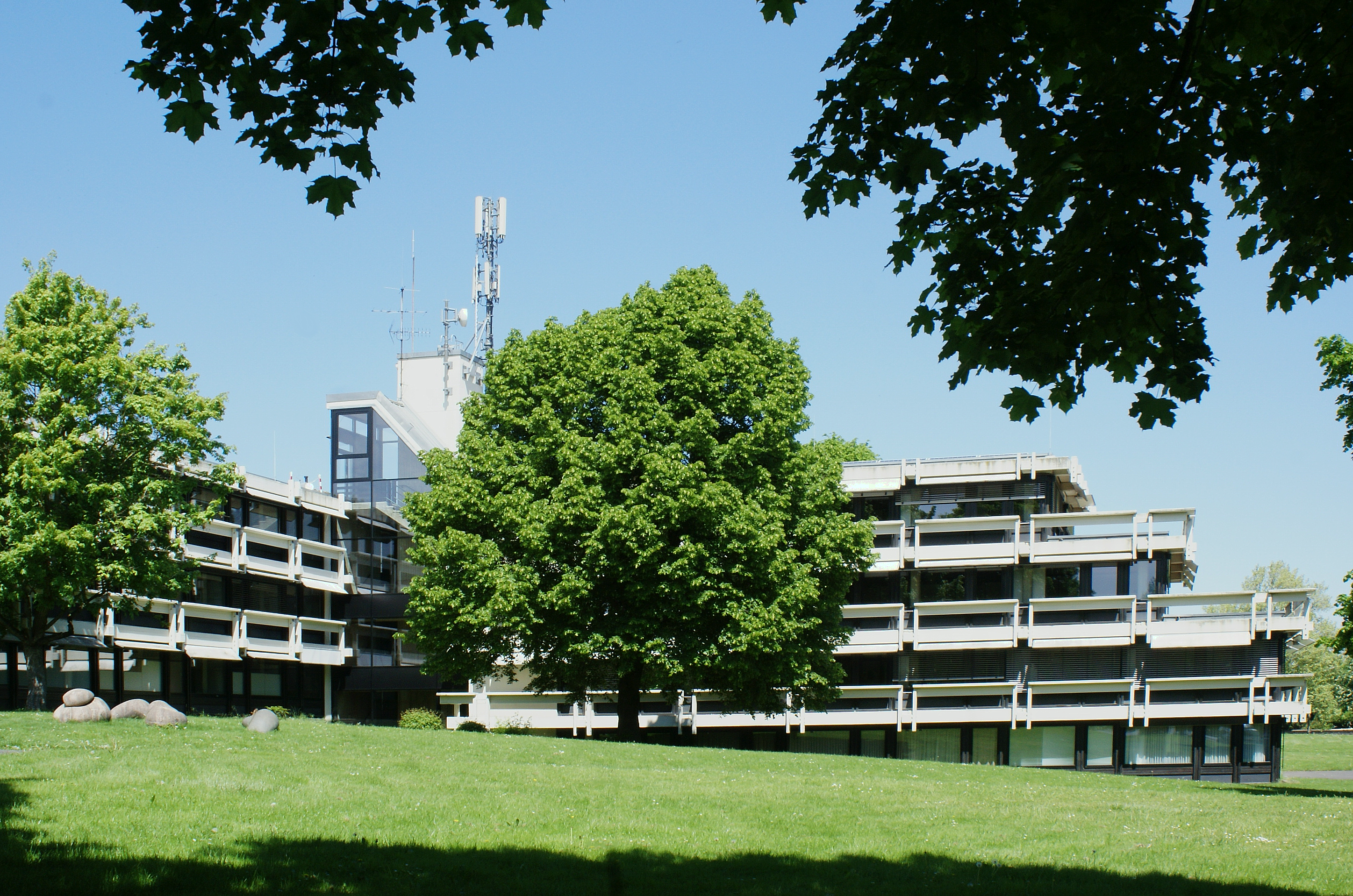
Rathaus der Gemeinde Alfter

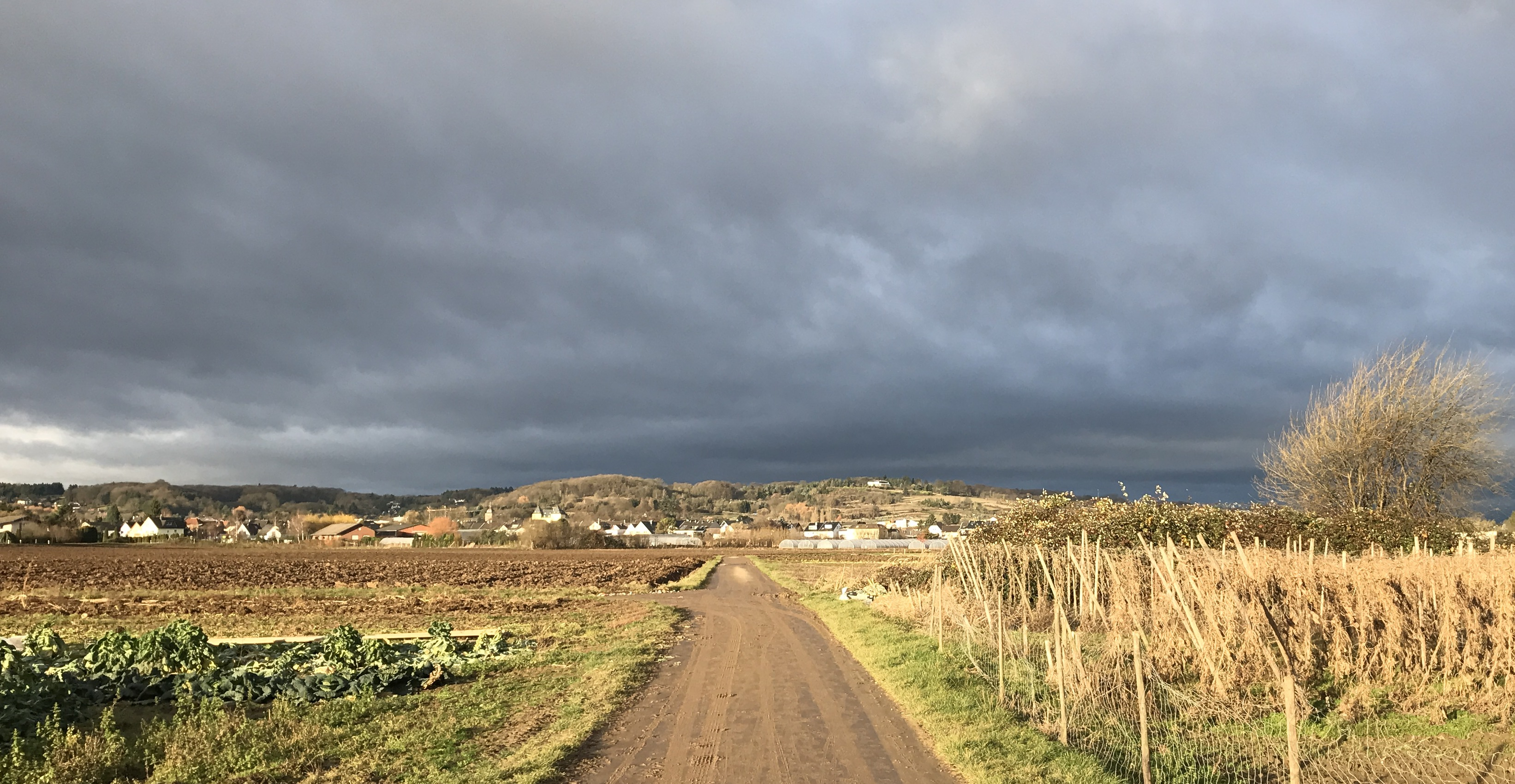
Blick auf Alfter (2016)

Die Gemeinde besteht aus folgenden fünf Ortschaften:
|                                            | Fläche in km² | Einwohner | Einwohner | Einwohner | Einwohner | Einwohner |
| 1939                                       | Fläche in km² | 1970      | 2014      | 2016      | 2019      |           |
| ------------------------------------------ | ------------- | --------- | --------- | --------- | --------- | --------- |
| Alfter mit Birrekoven und Olsdorf          | 11,94         | 3.437     | 5.302     | 8.411     | 8.934     | 8.663     |
| Gielsdorf                                  | 4,10          | 629       | 974       | 1.868     | 1.966     | 1.903     |
| Oedekoven                                  | 4,34          | 694       | 2.657     | 5.340     | 5.754     | 5.441     |
| Impekoven mit Nettekoven und Ramelshoven   | 4,32          | 377       | 1.159     | 2.155     | 2.323     | 2.130     |
| Witterschlick mit Volmershoven und Heidgen | 10,06         | 2.133     | 4.419     | 5.729     | 6.129     | 5.946     |
| Insgesamt                                  | 34,76         | 7.270     | 14.511    | 23.503    | 25.106    | 24.083    |

#### Alfter
Die Ortschaft Alfter wird erstmals 1067 urkundlich erwähnt. Sie führte damals den Namen Alvetra. Später hieß der Ort Halechtre (1116), Alftera (1196) bzw. Alffter (1618). Bis 1969 war Alfter eine selbständige Gemeinde mit den Orten Birrekoven und Olsdorf. Zu Alfter gehörte der untergegangene Ort Pelz, der nur noch im Straßennamen „Pelzstraße“ fortbesteht. Zeitweise gehörte auch Roisdorf zur Herrlichkeit Alfter im kurkölnischen Amt Brühl. Seit 1969 ist Alfter nördlichste Ortschaft der Gemeinde Alfter. Mit 8663 Einwohnern ist sie die größte Ortschaft der Gemeinde.

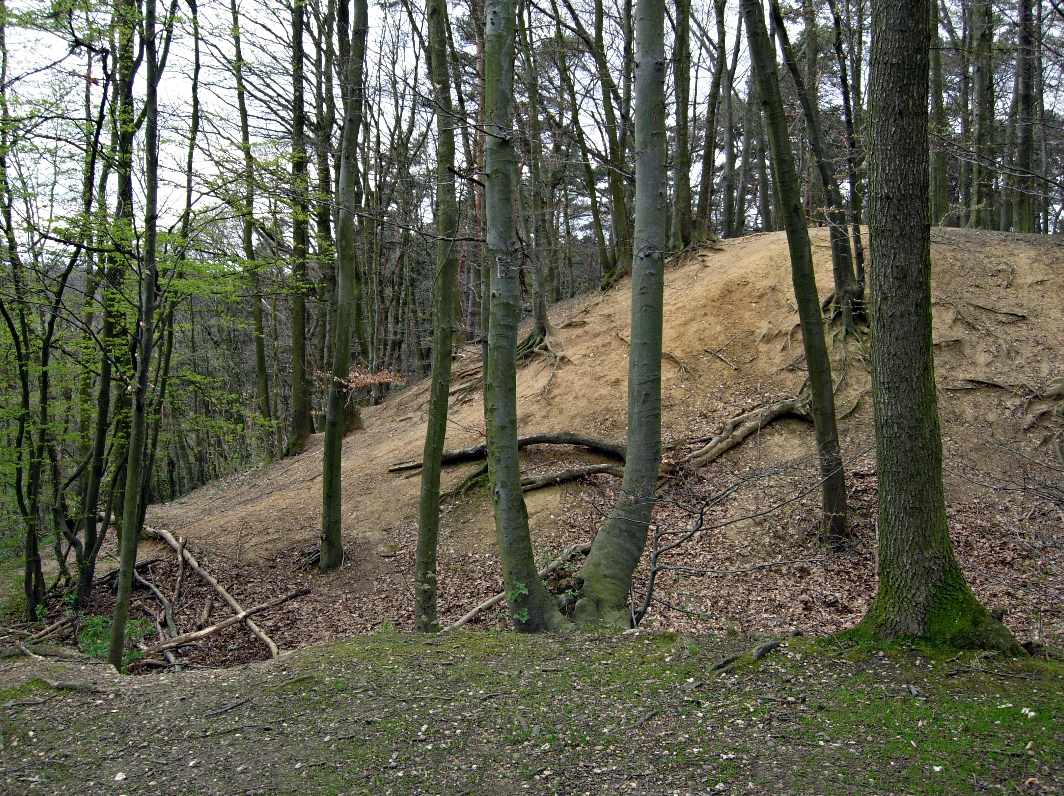
Hangmotte

Die „Hangmotte“ genannte Erdwallanlage, eine ehemalige Fliehburg befindet sich zwischen der Straße Görreshof im Süden und dem Buchholzweg im Norden (südlich von Herrenhaus Buchholz).

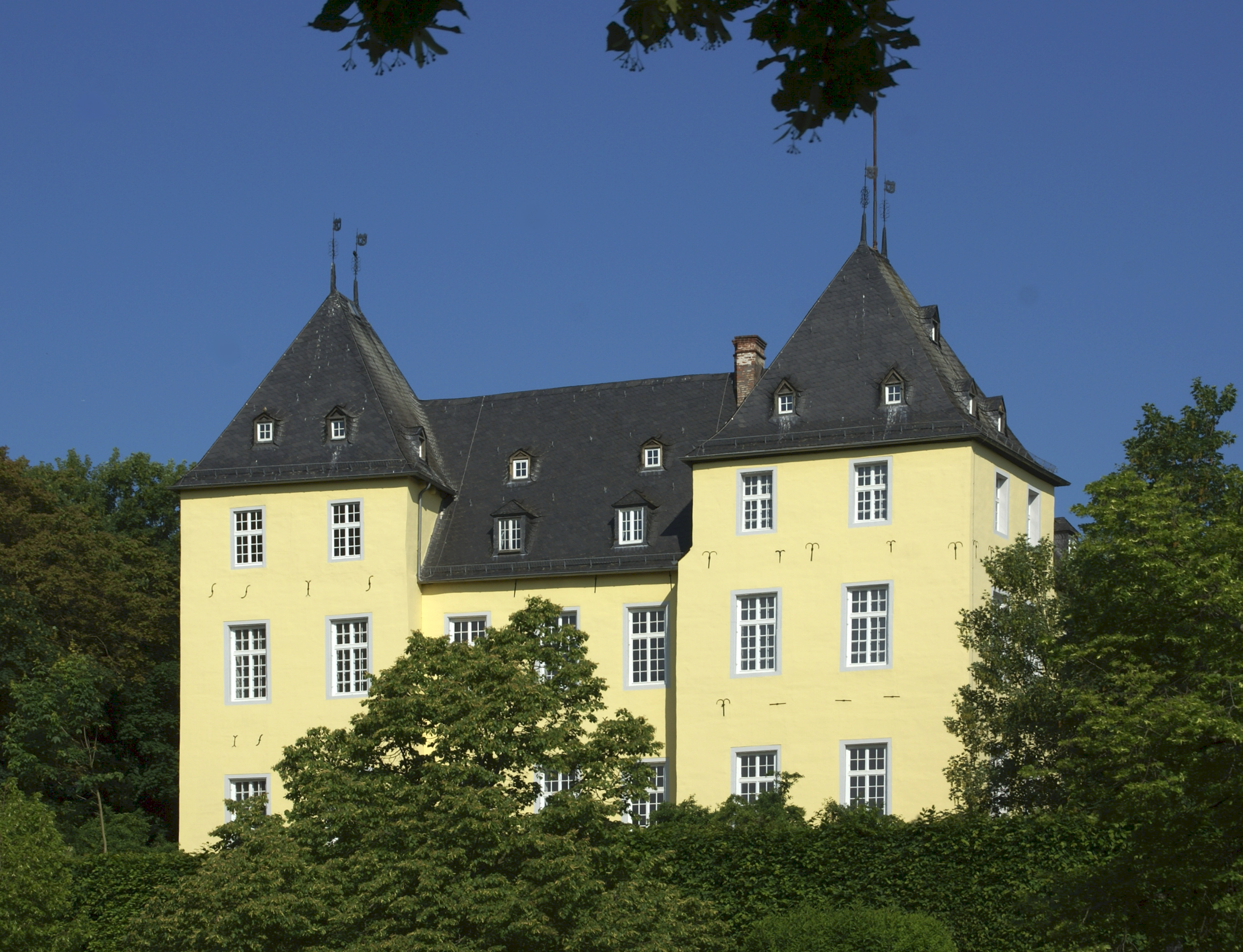
Schloss

Die Burg Alfter stammte (spätestens) aus dem 12. Jahrhundert (erstmals erwähnt 1117, Herren de Halechtre). Ab 1188 war mit dem Anwesen das kurkölnische Erbmarschallamt verbunden. Im 15. Jahrhundert kam sie in den Besitz der Familie Salm-Reifferscheidt-Dyck. Nachdem die Burg 1468 durch Brand zerstört worden war, erhielt das Schloss Alfter im 18. Jahrhundert seine heutige Gestalt. In nächster Nähe zum Schloss steht die katholische Kirche Sankt Matthäus sowie ein Gebäude, das nach der Grundschule seit 1992 die öffentliche Bücherei St. Matthäus beherbergt, und ein Fachwerkhaus, dessen Geschichte bis in das 17. Jahrhundert zurückgeht.

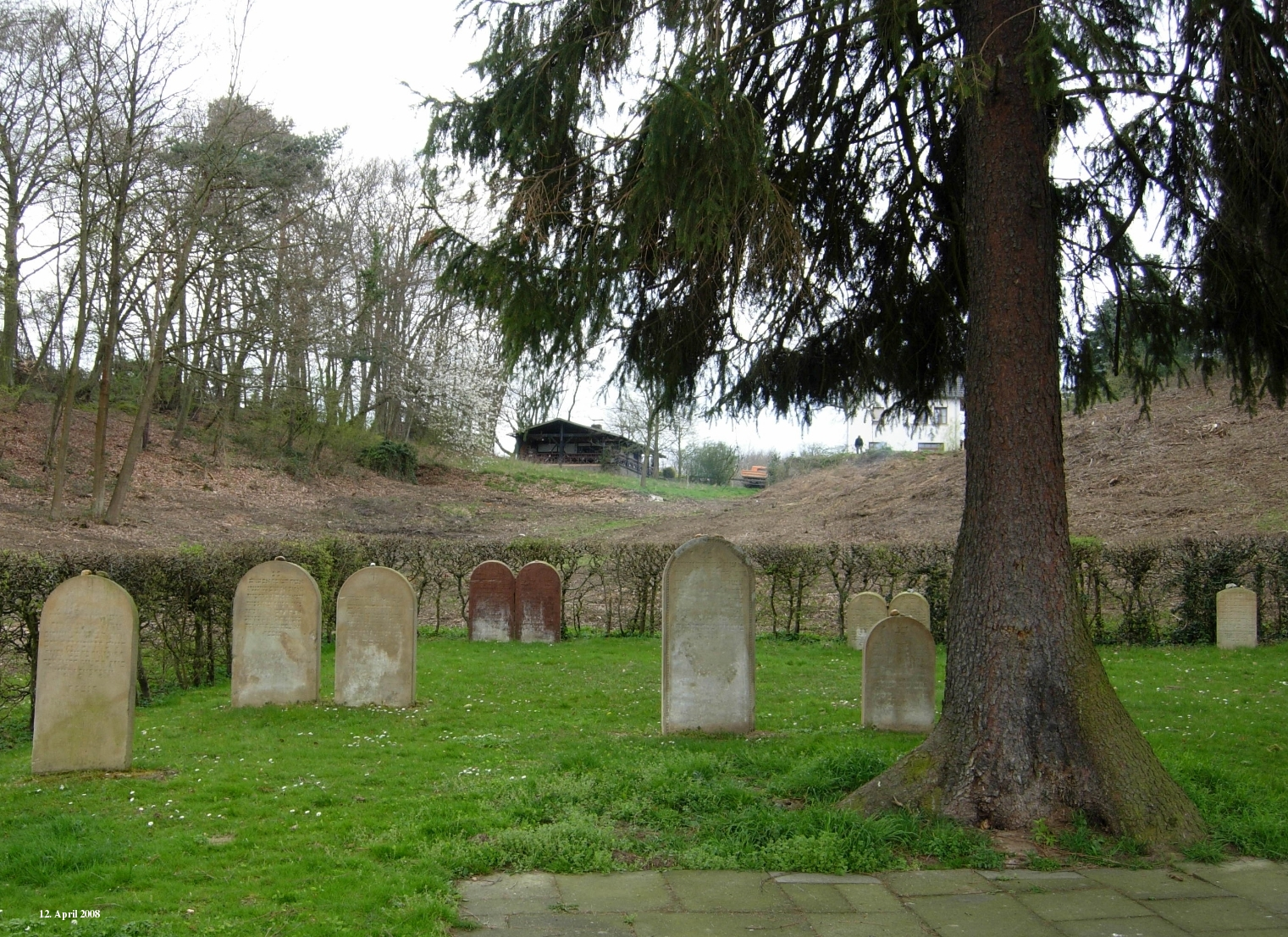
Jüdischer Friedhof

Der jüdische Friedhof (Beth Olam – Haus der Ewigkeit) an der Grenze zu Bornheim wurde laut Gedenkstein erstmals 1719 urkundlich erwähnt. Die jüdische Gemeinde in Alfter (sie bestand seit mindestens Anfang des 17. Jahrhunderts) ist durch den Holocaust des NS-Staates ausgelöscht worden. Alfter hat 1949 die Pflege des Friedhofs übernommen. Er steht seit 1987 unter Denkmalschutz.
Inzwischen mit Alfter zusammengewachsen sind die kleineren Ortschaften Birrekoven und Olsdorf, die beide nie selbständig waren. Birrekoven liegt im Südwesten Alfters nahe Gielsdorf. Zwischen diesem und Birrekoven liegen der Mirbach und einige Felder. Birrekoven hat eine eigene kleine Kapelle „Mariä Opferung“. Oberhalb von Birrekoven liegt zudem die „Judas-Thaddäus-Kapelle“. Zu Olsdorf gehört der oberhalb auf der Olsdorfer Heide gelegene Johannishof. Der Johannishof war ein großer Bauernhof, der von Halfen bewirtschaftet wurde. Heute ist er Sitz der Alanus-Hochschule. Olsdorf wurde in früherer Zeit auch Alsdorf geschrieben.

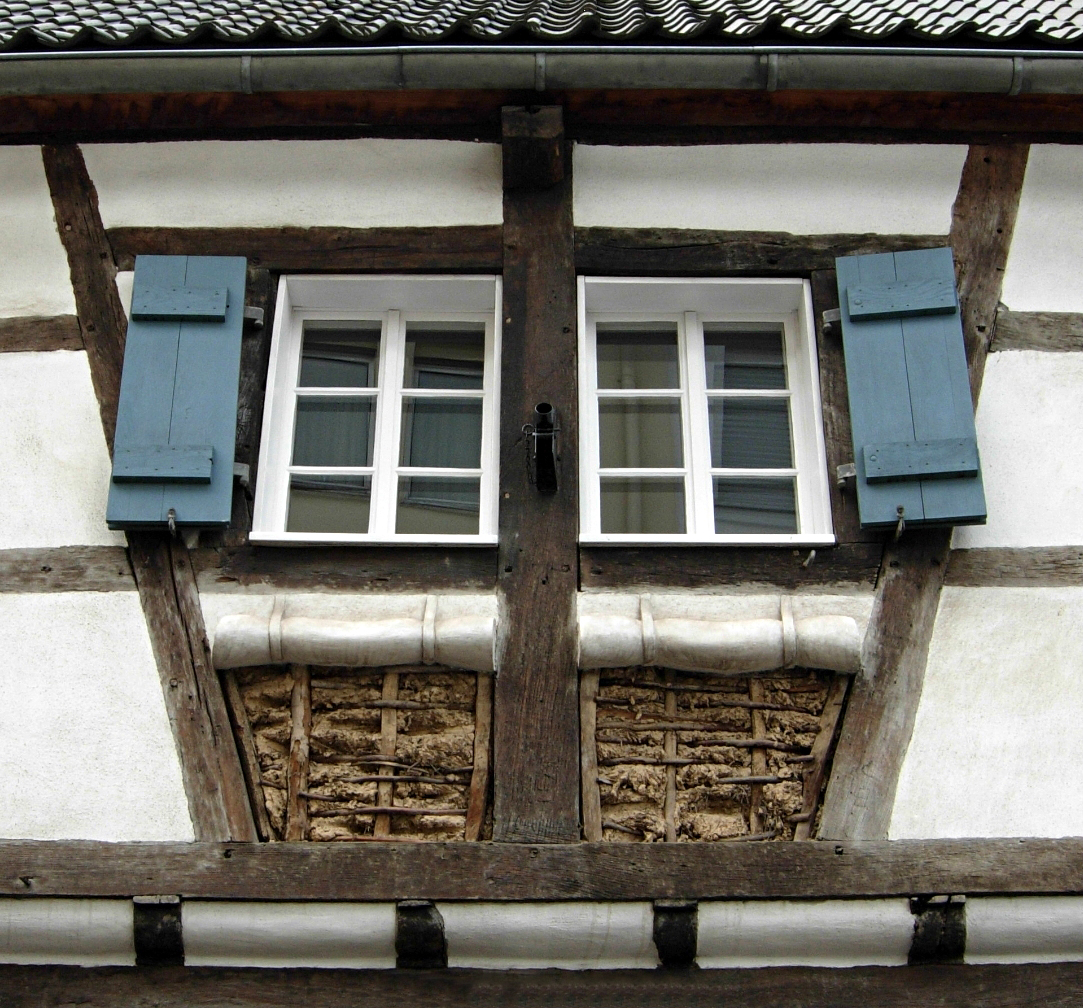
Offengelegtes Flechtwerk
Fachwerkhaus am Hertersplatz

#### Gielsdorf
Der am Vorgebirgshang gelegene Ort mit 1903 Einwohnern war ursprünglich von der Landwirtschaft geprägt, bis Anfang des 20. Jahrhunderts auch vom Weinbau. In der Ebene an der Grenze zu Bonn findet man noch heute Gemüseanbaubetriebe. Der in der Vergangenheit für das Vorgebirge charakteristische Obstbau ist nahezu ganz untergegangen. Insbesondere die ehemaligen Weinberghanglagen Gielsdorfs wurden in großem Umfang bebaut.
Im Ortskern finden sich neben der katholischen Pfarrkirche St. Jakobus einige schöne Fachwerkhöfe. Hierzu zählt unter anderem der ehemalige Hof des Kurfürsten, auf dem dessen Statthalter lebte. An der Stelle des Statthalterhofes befand sich früher die Burg Gielsdorf, ein kölnisches Lehen der Grafen von Sayn. Unterhalb der Kirche liegt der Zehnthof als ursprüngliche Besitzung des Bonner Stiftes St. Cassius. Dieser ist seit Jahrhunderten im Adelsbesitz unter anderem der Familien von Groote, von Siersdorf und von Geyr.

#### Oedekoven

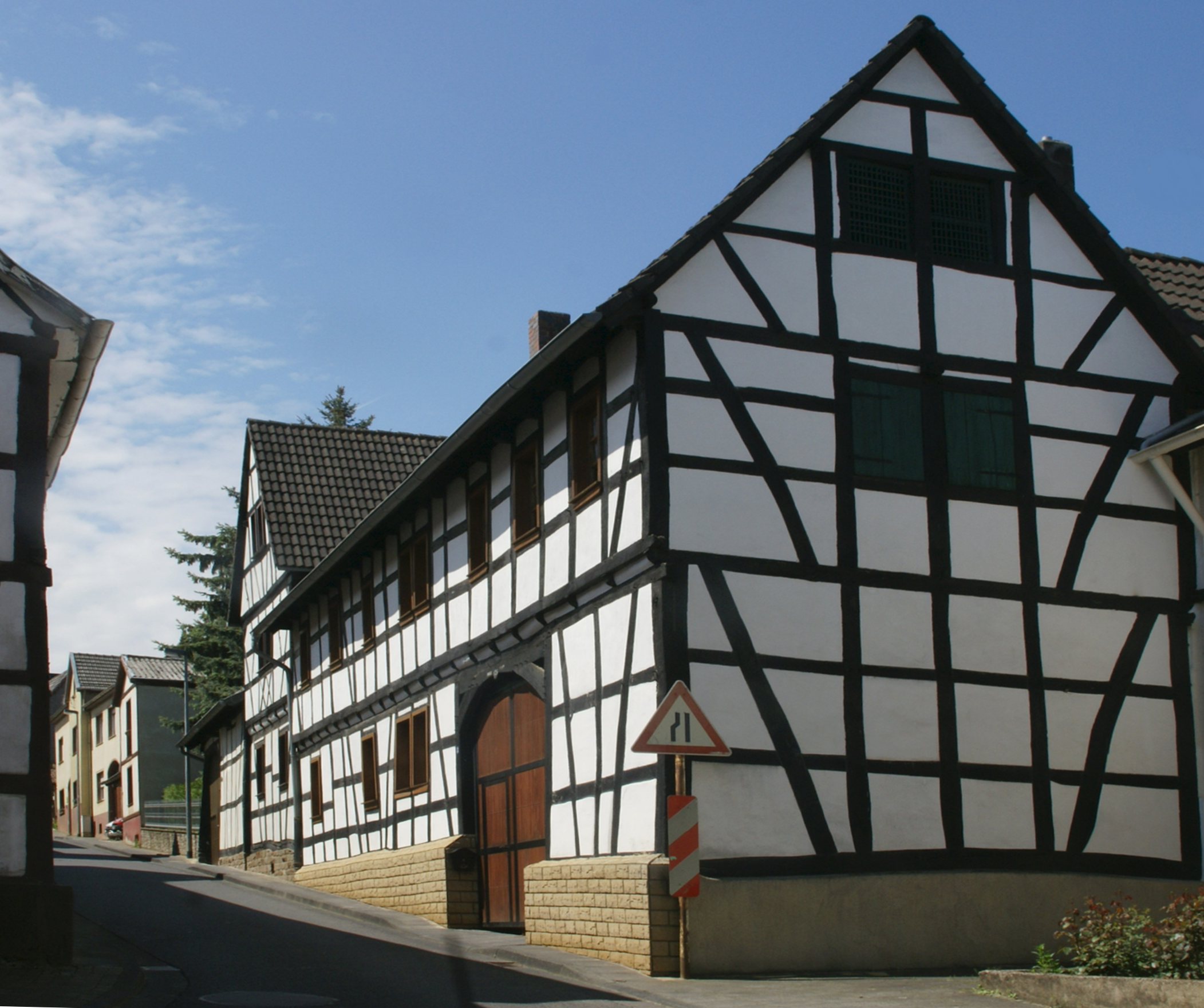
Oedekoven, Fachwerkhaus in der Staffelsgasse

Die bis 1969 selbständige Gemeinde Oedekoven ist mit 5441 Einwohnern die drittgrößte Ortschaft der Gemeinde Alfter. Der ursprünglich landwirtschaftlich geprägte Ort ist in erster Linie Wohnort in unmittelbarer Nähe zur Stadt Bonn.

#### Impekoven
Impekoven ist eine Ortschaft der Gemeinde Alfter mit 2130 Einwohnern. Bis zur kommunalen Neugliederung im Jahre 1969 war Impekoven eine eigenständige Gemeinde. Letzter Bürgermeister  war Karl Schumann. Impekoven ist Standort der katholischen Kirche St. Mariä Heimsuchung, erbaut von dem bekannten Architekten Gottfried Böhm. Seit 2000 ist Impekoven durch zahlreiche Neubaugebiete gewachsen.
Zu Impekoven gehören die Orte Ramelshoven und Nettekoven. Ramelshoven entstand aus dem Weiler der Burg Ramelshoven; im unteren Teil von Impekoven ist ein Gewerbegebiet beheimatet.

#### Witterschlick
Die Ortschaft Witterschlick liegt im südlichen Teil der Gemeinde und ist mit 5946 Einwohnern die zweitgrößte Ortschaft. Witterschlick wurde bereits in der Vergangenheit nach der Entdeckung von Tonvorkommen in der Umgebung industrialisiert.

##### Volmershoven-Heidgen
Volmershoven-Heidgen ist der südlichste Ort der Gemeinde Alfter. Dieser Ort wird verwaltungstechnisch zur Ortschaft Witterschlick gezählt. Volmershoven-Heidgen hat aber immer sein eigenes Vereins- und Kulturleben behalten.

## Geschichte

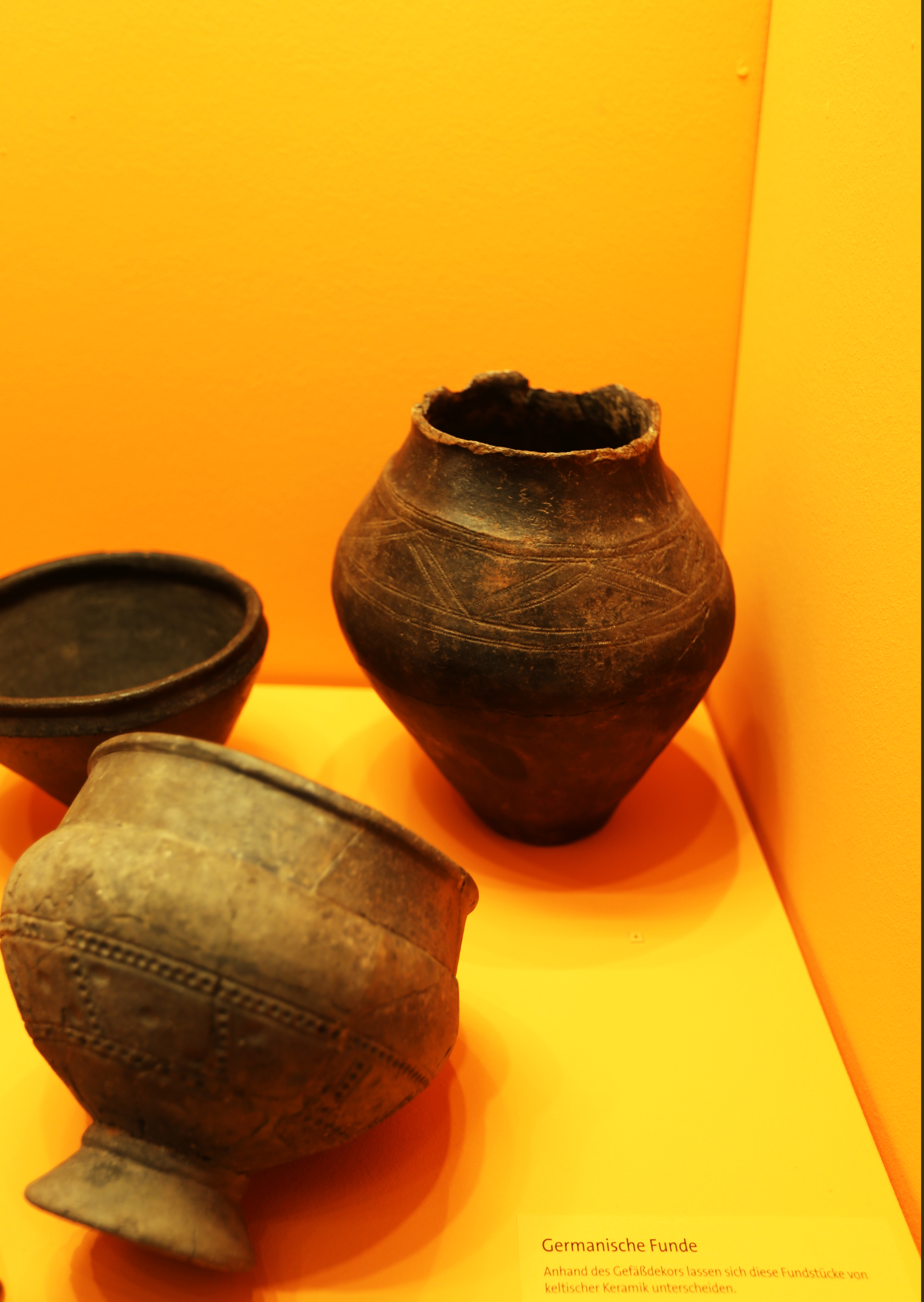
FO. Alfter, Elbgermanisches Gefäß (r. o.) aus der Zeit um 10 n. Chr.

Funde belegen, dass die Gegend um Alfter seit der Jungsteinzeit besiedelt ist. Ebenso war das Gebiet in fränkischer und römischer Zeit besiedelt. Seit der Römerzeit waren die Orte des Vorgebirgshanges ein wichtiges Weinanbaugebiet. Bis zum Beginn des 20. Jahrhunderts wurde vornehmlich Spätburgunder angebaut. Die erste urkundliche Erwähnung des Ortes Alfter stammt aus dem Jahr 1067, die von Impekoven aus 1171 und die von Gielsdorf aus den Jahren 801 bis 814.
Landesherrlich war das heutige Gebiet der Gemeinde Alfter Teil des Kurfürstentums Köln. Der Ort Alfter gehörte zur Herrlichkeit Alfter (mit Birrekoven, Olsdorf und Roisdorf), die im Besitz der Grafen von Salm-Reifferscheid war, Gielsdorf gehörte zum Dingstuhl Gielsdorf, Oedekoven zum Dingstuhl Duisdorf, Witterschlick zum Dingstuhl Godesberg. Nach der Inbesitznahme des linken Rheinufers durch französische Revolutionstruppen (1794) und der Einführung neuer Verwaltungsstrukturen (1798) wurden die Ortschaften der „Mairie Oedekoven“ zugeordnet, die zum Kanton „Bonn externe“ im Rhein-Mosel-Département gehörte. Roisdorf kam zur „Mairie Waldorf“. Unmittelbar an der nördlichen Grenze von Alfter verlief damals die Grenze zum Rur-Département. Nach den auf dem Wiener Kongress (1815) getroffenen Vereinbarungen kam die Region zum Königreich Preußen, die Mairie wurde in die Bürgermeisterei Oedekoven im Landkreis Bonn überführt, zu der auch die Bonner Stadtteile Buschdorf und Lessenich/Meßdorf gehörten.
Die Bürgermeisterei Oedekoven (ab 1927 „Amt Oedekoven“) ging 1937 im Amt Duisdorf auf. Die Gemeinde Alfter entstand am 1. August 1969 im Zuge der kommunalen Gebietsreform aus den ehemals selbständigen Gemeinden Alfter, Gielsdorf, Impekoven, Oedekoven und Witterschlick. 1973/74 erhielt die neugebildete Gemeinde Alfter ein neues Rathaus, das nach Entwürfen der Planungsgruppe Stieldorf an einem leichten Osthang als dreiflügelige, verglaste Bauanlage in Stahlbetonskelettbauweise entstand. Zum Zeitpunkt der Errichtung befand es sich auf unbebautem Gelände östlich von Oedekoven.

### Einwohnerentwicklung
| Jahr | Einwohner 1 |
| ---- | ----------- |
| 1998 | 20.326      |
| 1999 | 20.623      |
| 2000 | 20.907      |
| 2001 | 21.350      |
| 2002 | 21.567      |
| 2003 | 21.684      |

| Jahr | Einwohner |
| ---- | --------- |
| 2004 | 22.125    |
| 2005 | 22.569    |
| 2007 | 22.868    |
| 2008 | 22.807    |
| 2009 | 22.895    |
| 2010 | 22.820    |

| Jahr | Einwohner |
| ---- | --------- |
| 2011 | 22.988    |
| 2015 | 23.435    |
| 2016 | 23.531    |
| 2017 | 23.527    |
| 2018 | 23.622    |
| 2024 | 23.719    |

## Religion
Bis in das 19. Jahrhundert hinein gehörte die Bevölkerung fast ausschließlich zur römisch-katholischen Kirche. Lediglich im Ort Alfter gab es eine kleine jüdische Gemeinde.
Ursprünglich gab es nur die katholischen Pfarreien Alfter und Witterschlick. Im 20. Jahrhundert wurden auch Gielsdorf (1920) und Oedekoven selbständige Pfarreien. Gielsdorf und Oedekoven hatten zuvor der Pfarrei Lessenich angehört. Inzwischen bilden die Pfarreien St. Matthäus (Alfter), St. Lambertus (Witterschlick), St. Jakobus (Gielsdorf), St. Mariä Himmelfahrt (Oedekoven) mit St. Mariä Heimsuchung (Impekoven) und St. Mariä Hilf (Volmershoven-Heidgen) die Pfarreiengemeinschaft Alfter.
Seit 2007 besteht die Evangelische Kirchengemeinde am Kottenforst mit der Jesus-Christus-Kirche in Witterschlick, die bereits 1962 erbaut wurde. Alfter ist der 3. Pfarrbezirk der Evangelischen Kirchengemeinde Vorgebirge, zu der auch Bornheim und Hemmerich gehören. Die Ortschaft Alfter verfügt seit 1996 über die Evangelische Kirche am Herrenwingert.
In Witterschlick besteht eine muslimische Gemeinde, der DITIB Türkisch Islamische Kultur Verein e. V.
| Kirche/Gemeinschaft          | Anzahl | %    |
| ---------------------------- | ------ | ---- |
| Römisch-katholische Kirche   | 10.056 | 42,4 |
| Evangelische Kirche          | 4.189  | 17,7 |
| Sonstige, keine, ohne Angabe | 9.449  | 39,9 |

Kirchen in Alfter
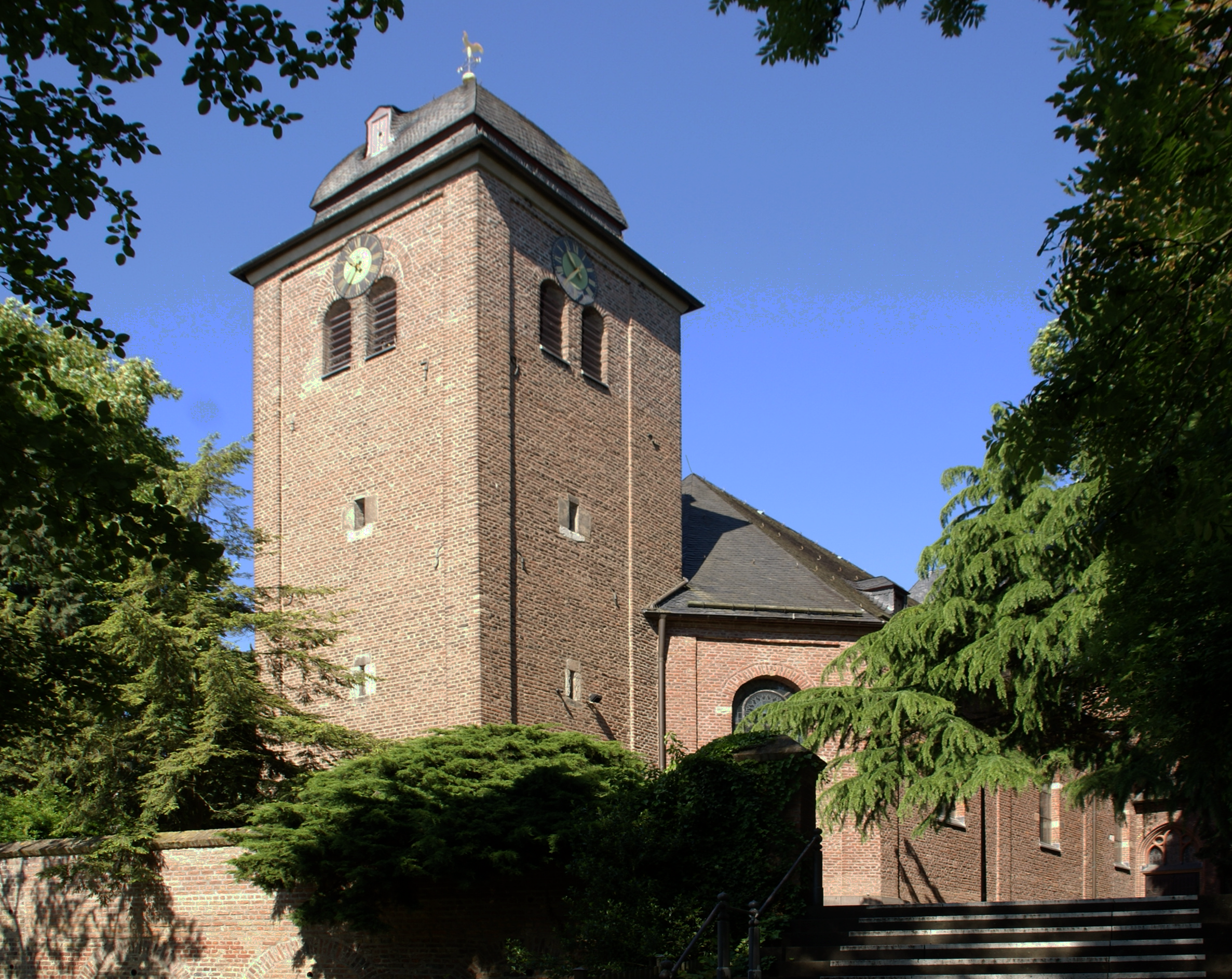
St. Matthäus in Alfter
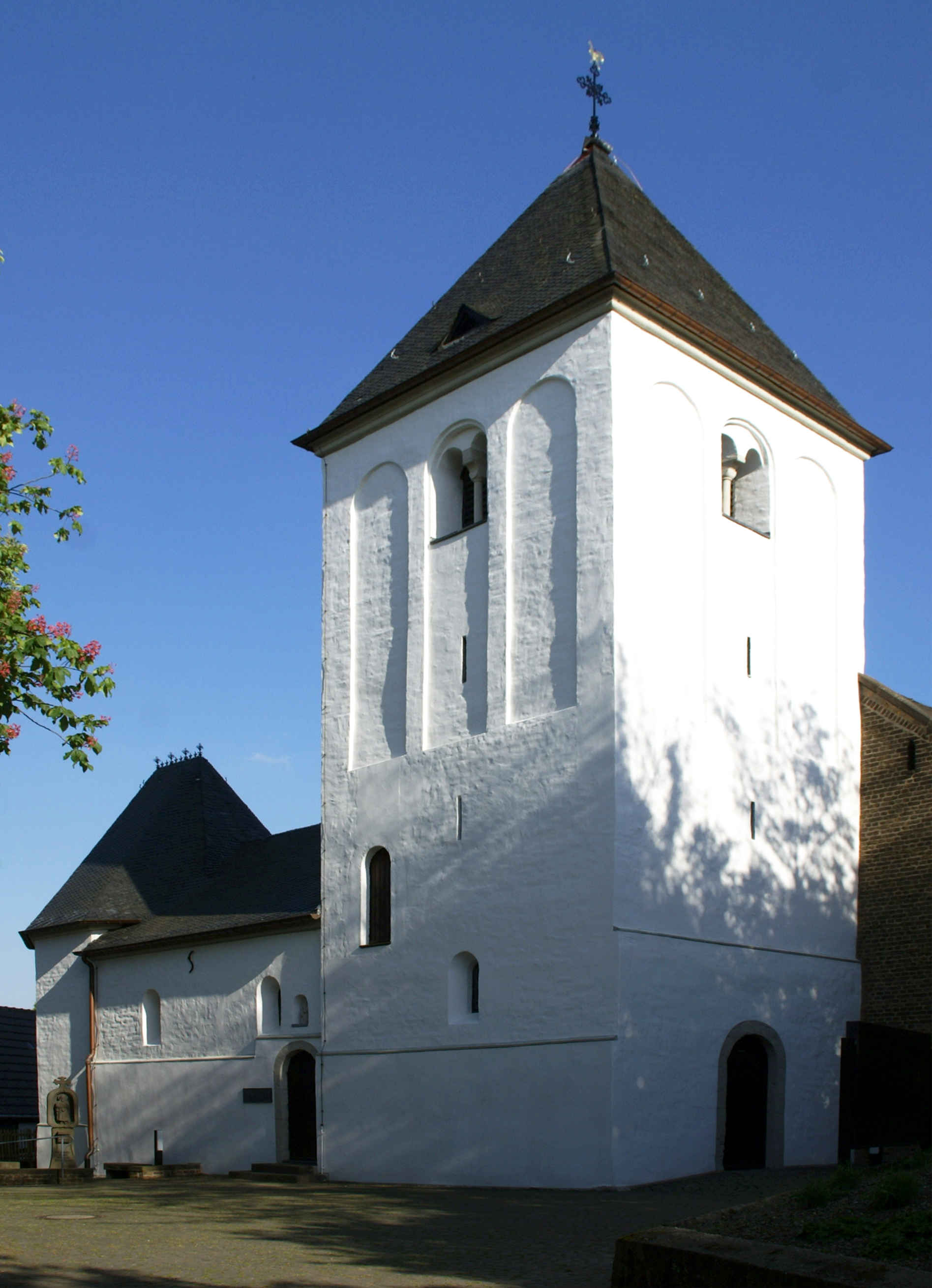
St. Jakobus in Gielsdorf
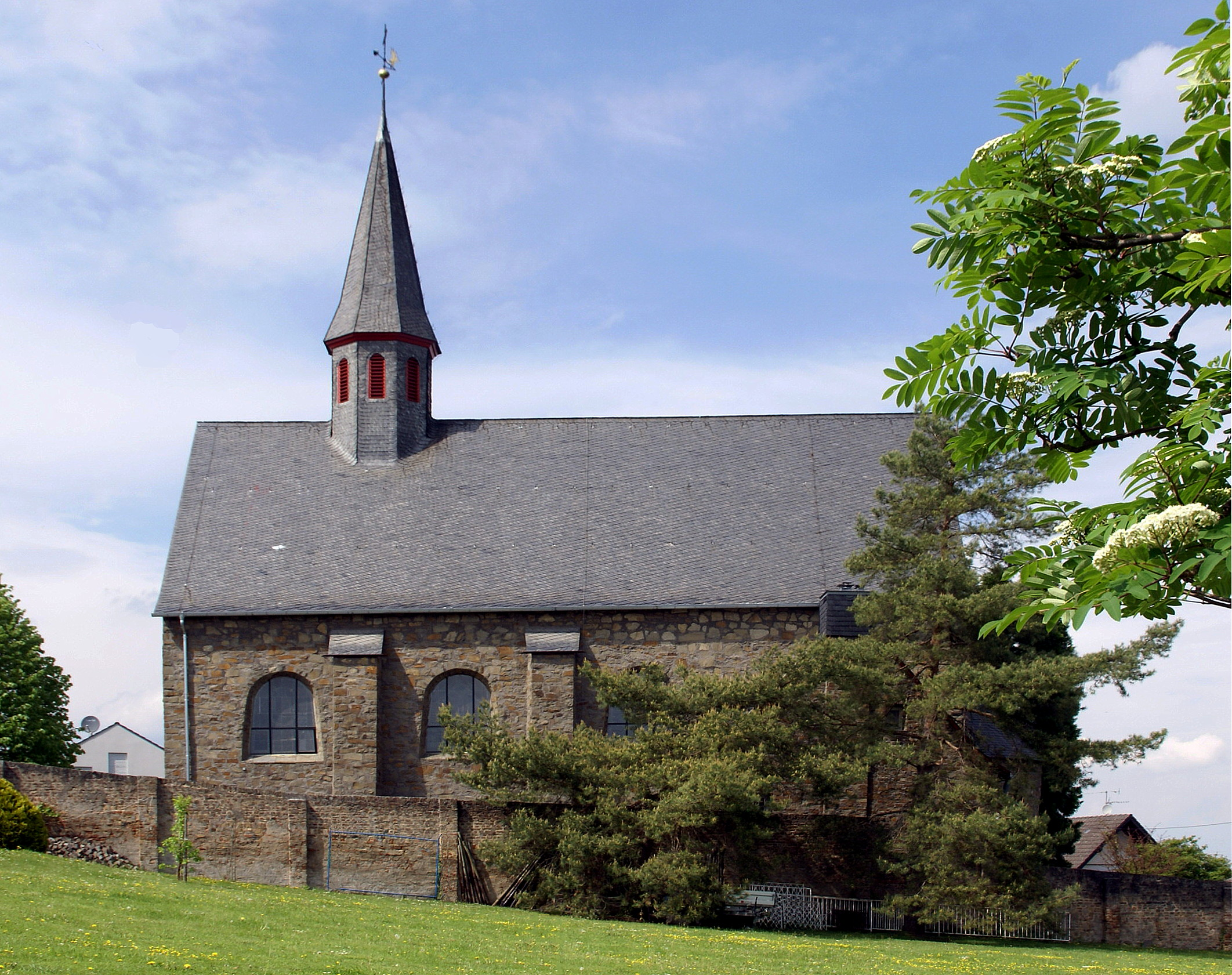
St. Mariä Himmelfahrt in Oedekoven
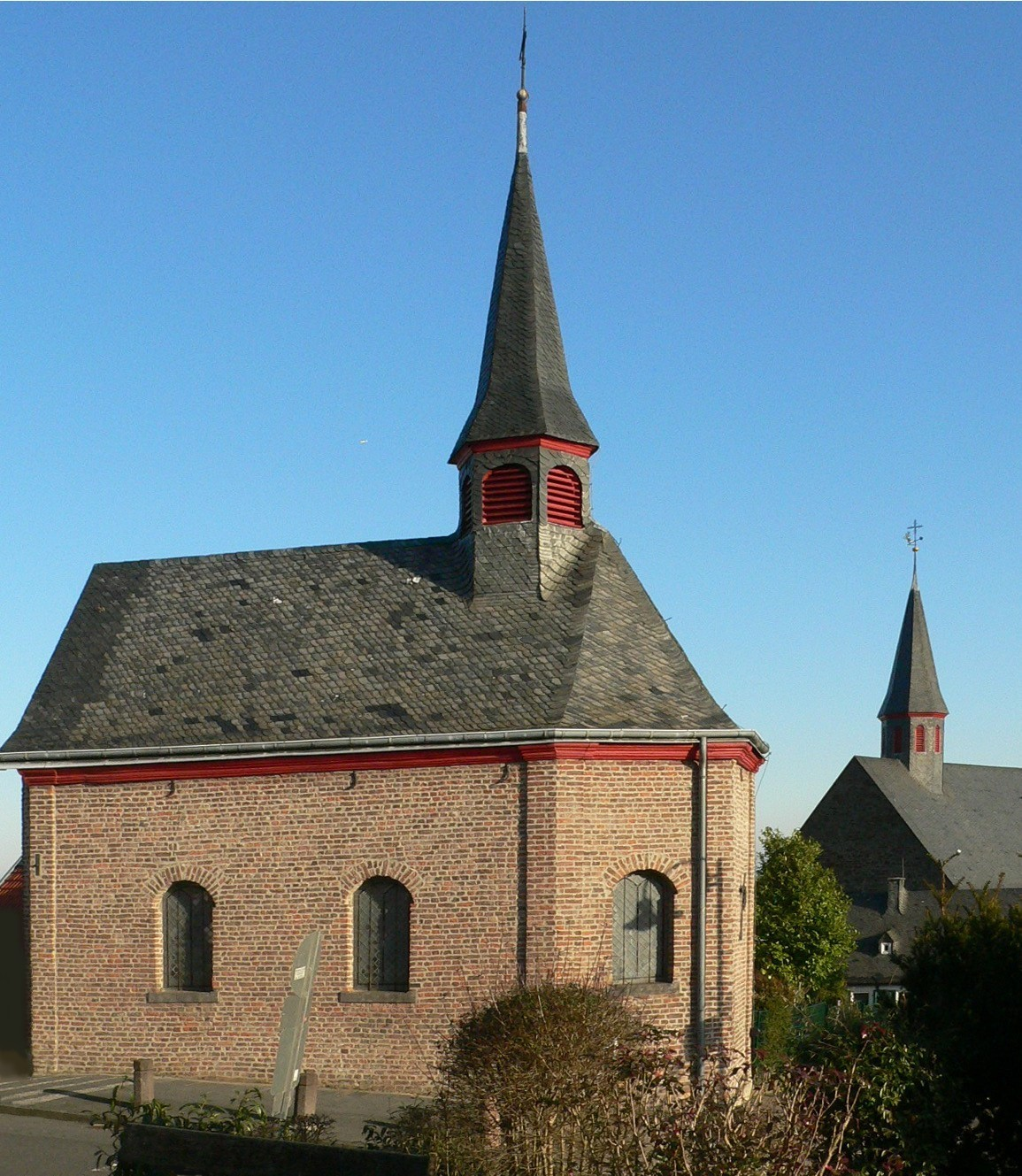
St. Mariä Vermählung in Oedekoven
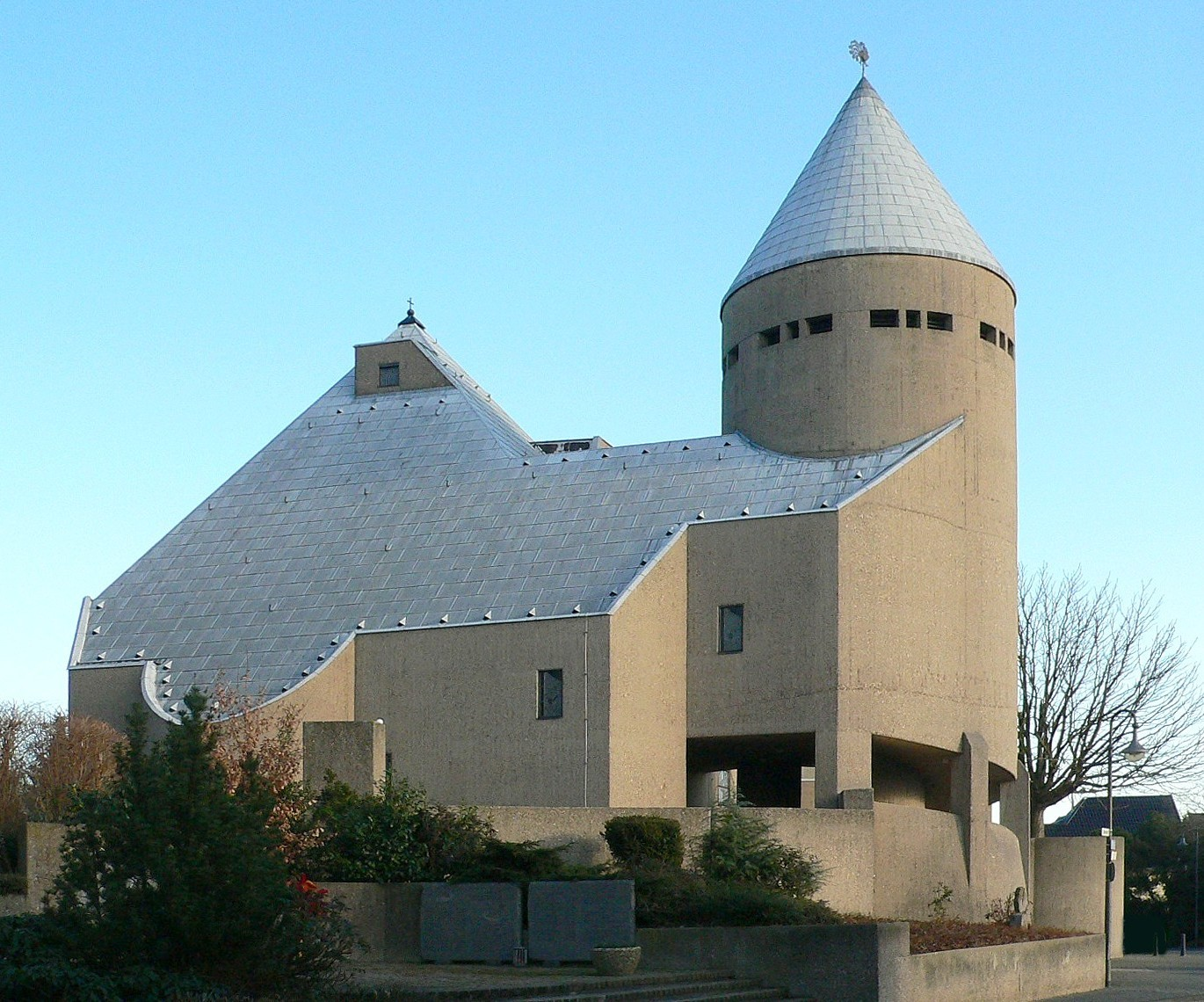
St. Mariä Heimsuchung in Impekoven
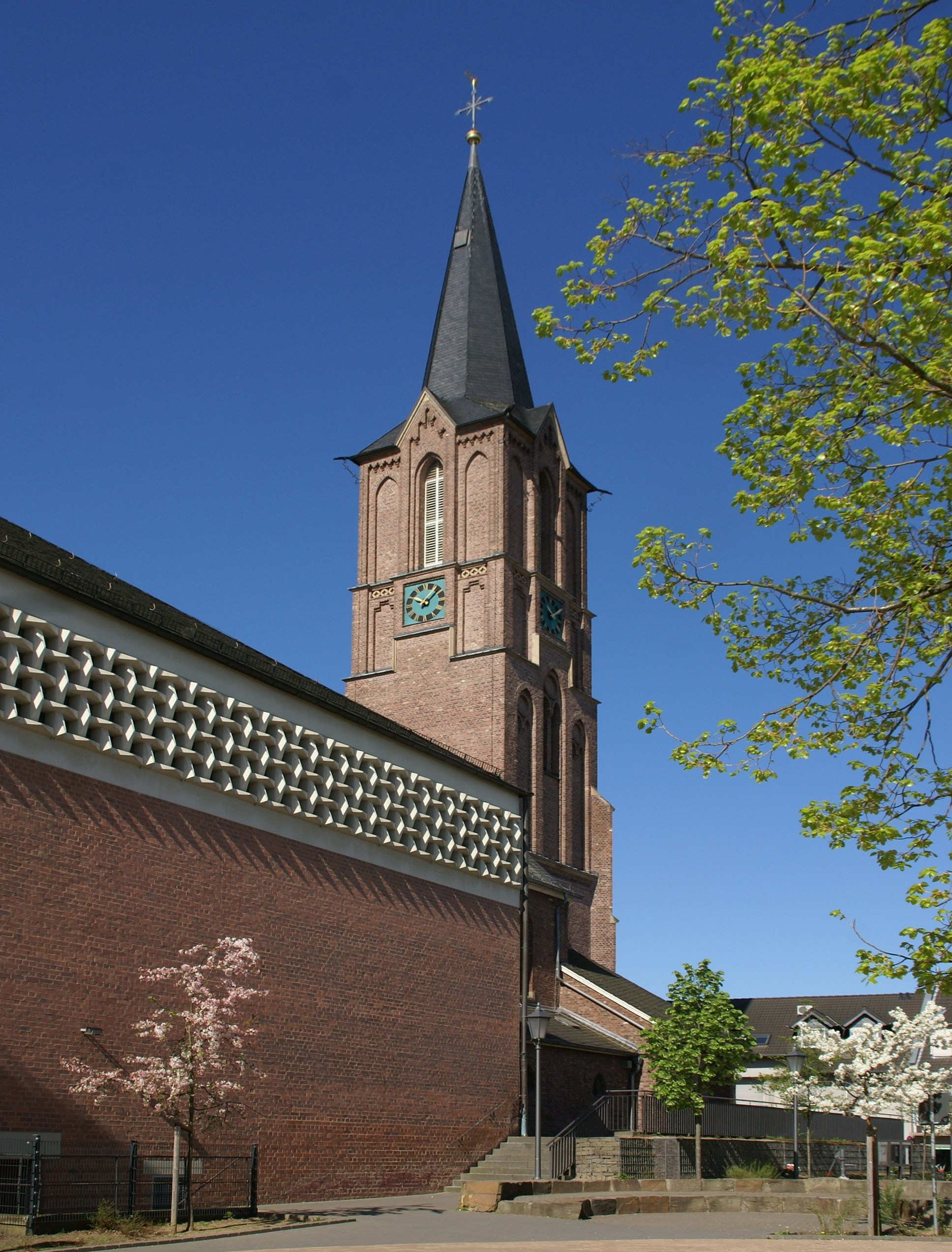
St. Lambertus in Witterschlick
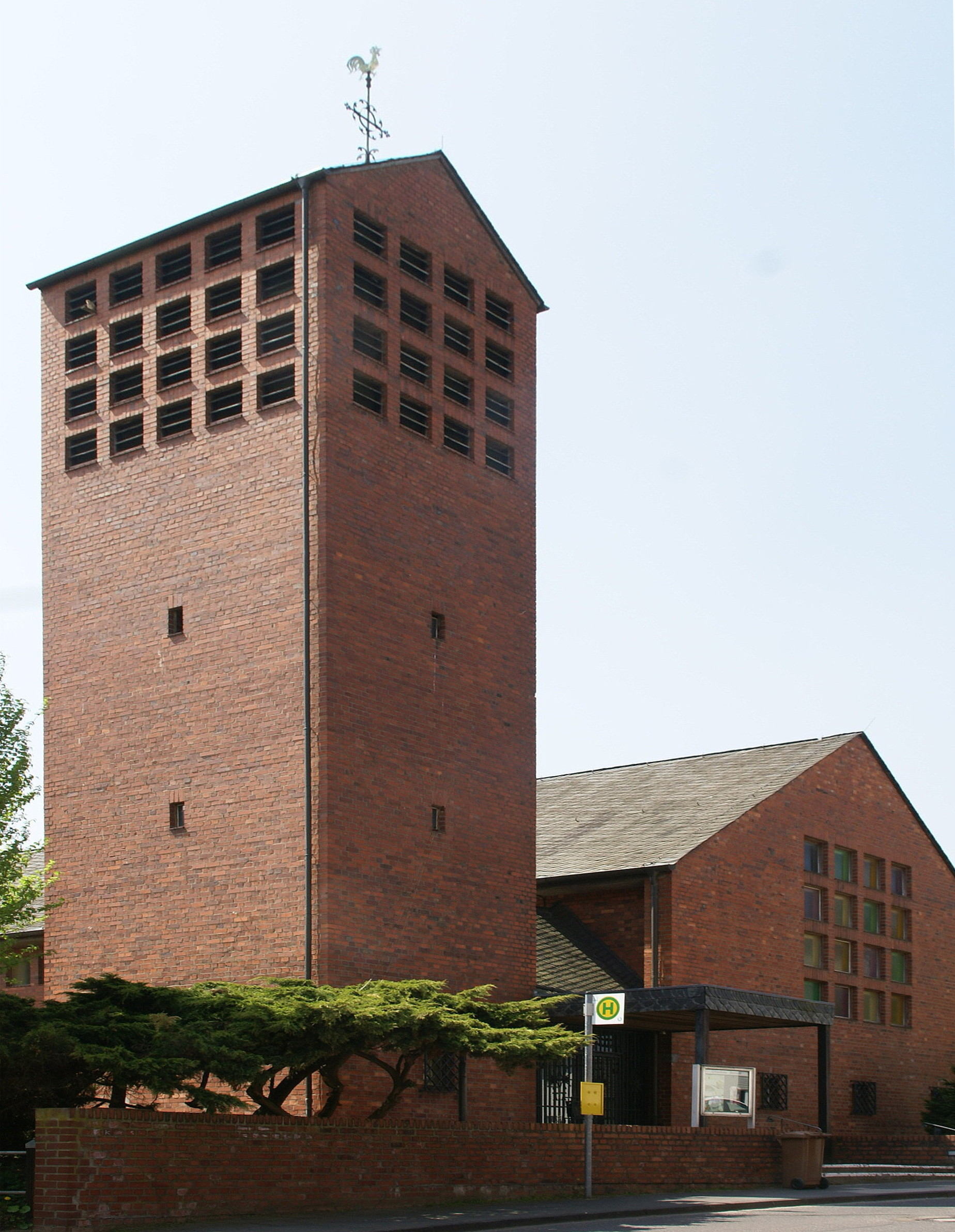
St. Maria Hilf in Volmershoven-Heidgen
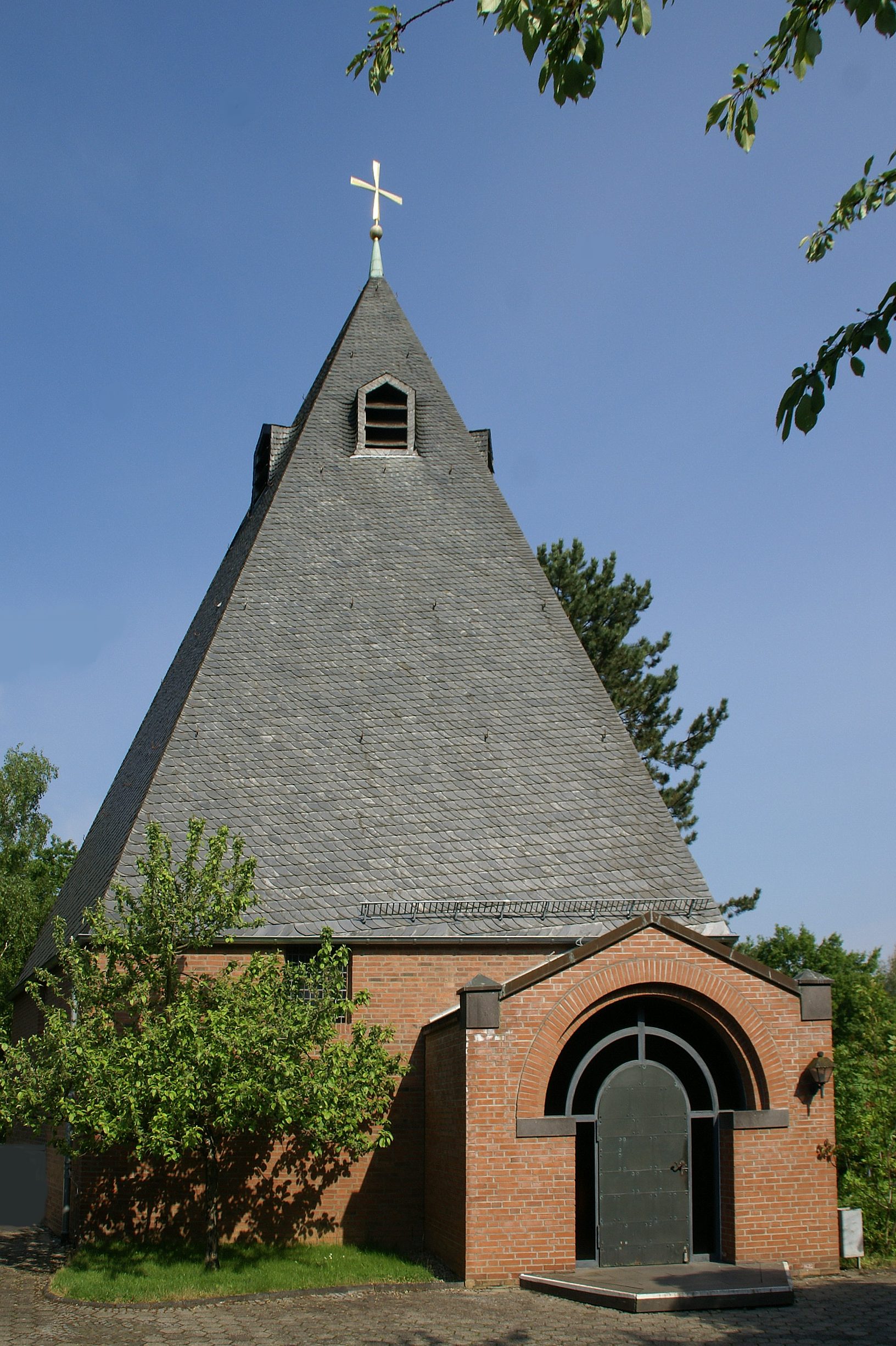
Jesus-Christus-Kirche in Witterschlick
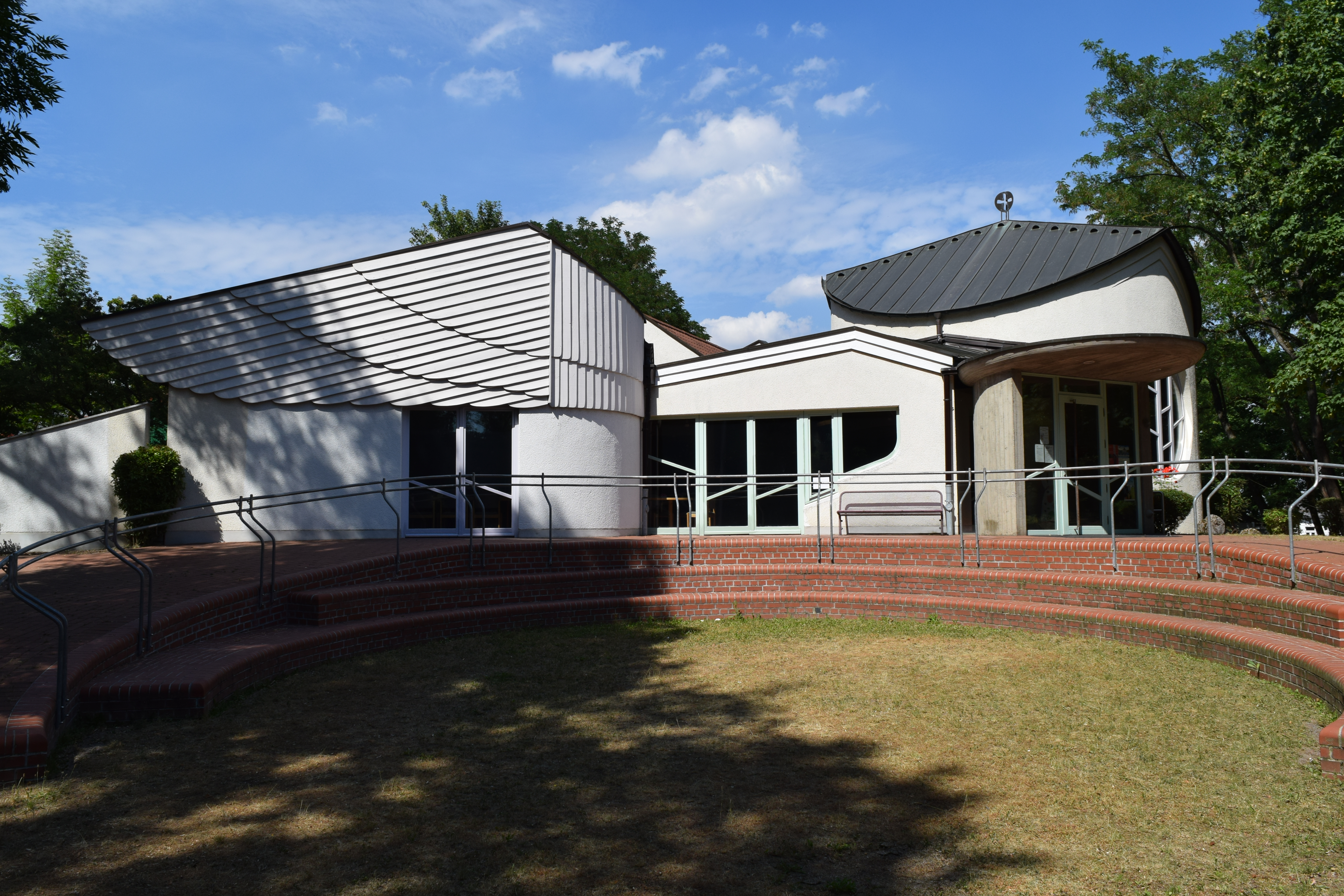
Evangelische Kirche am Herrenwingert

Kapellen in Alfter
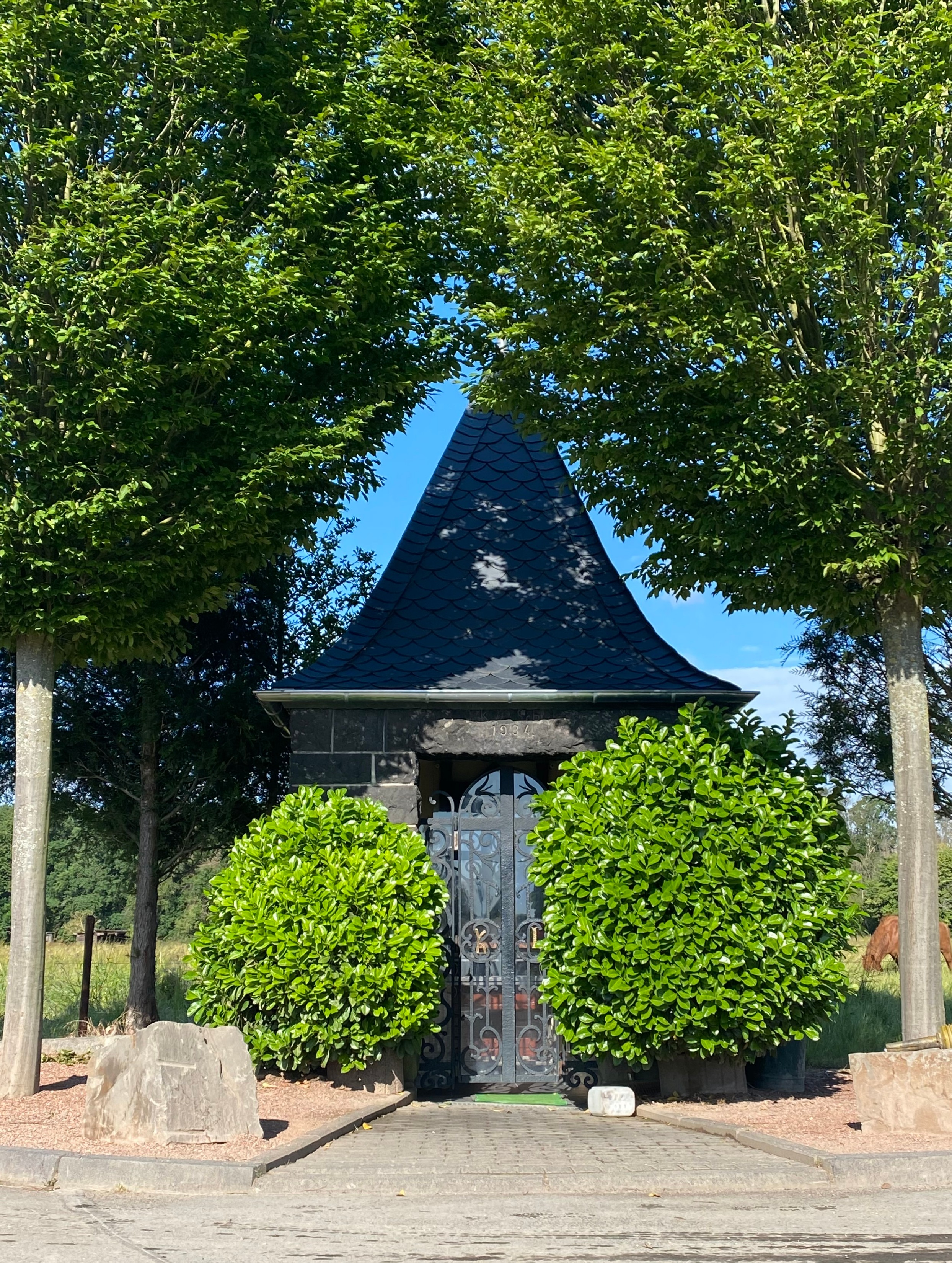
Judas-Thaddäus-Kapelle (Alfter)
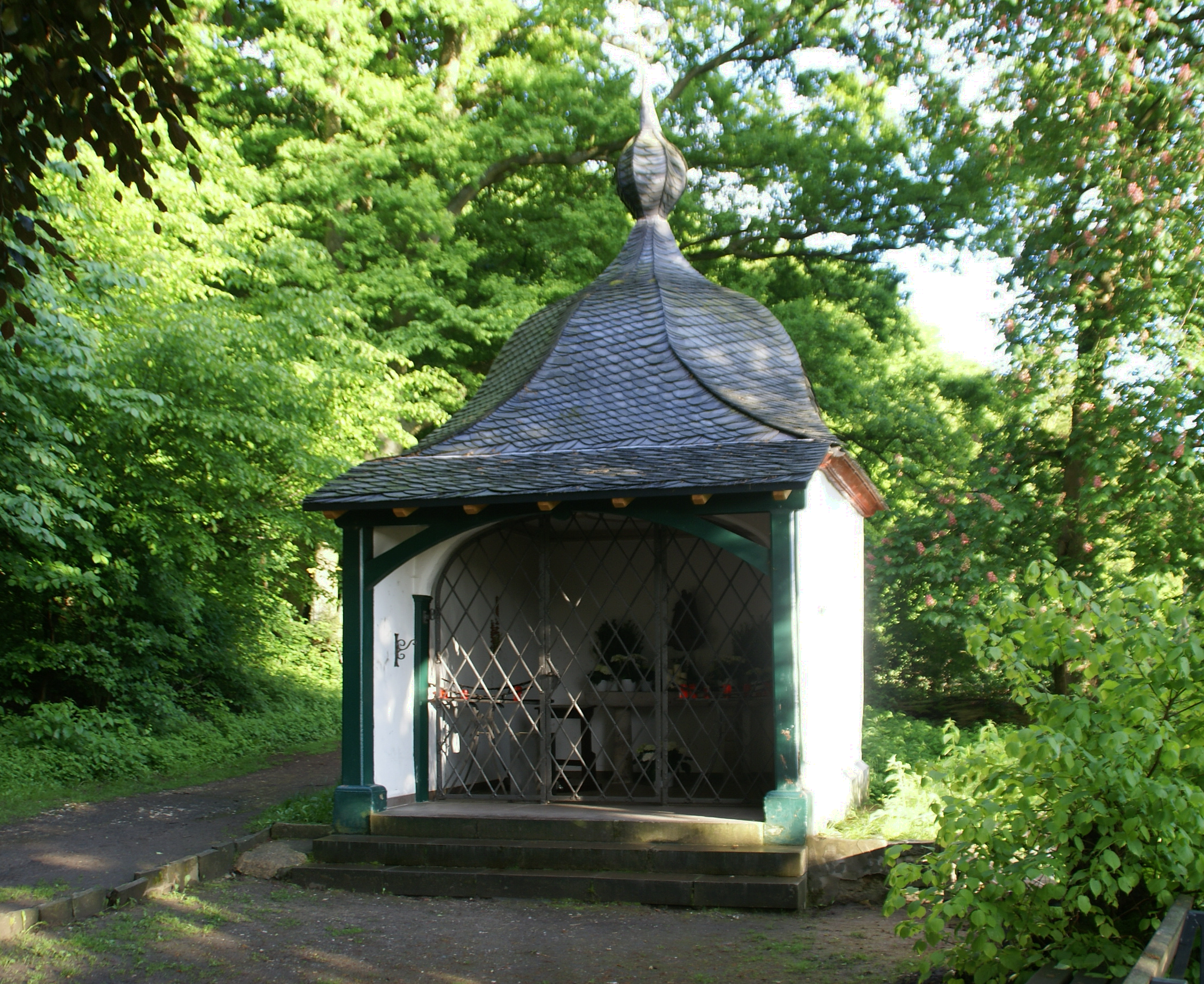
Klausenhäuschen in Witterschlick
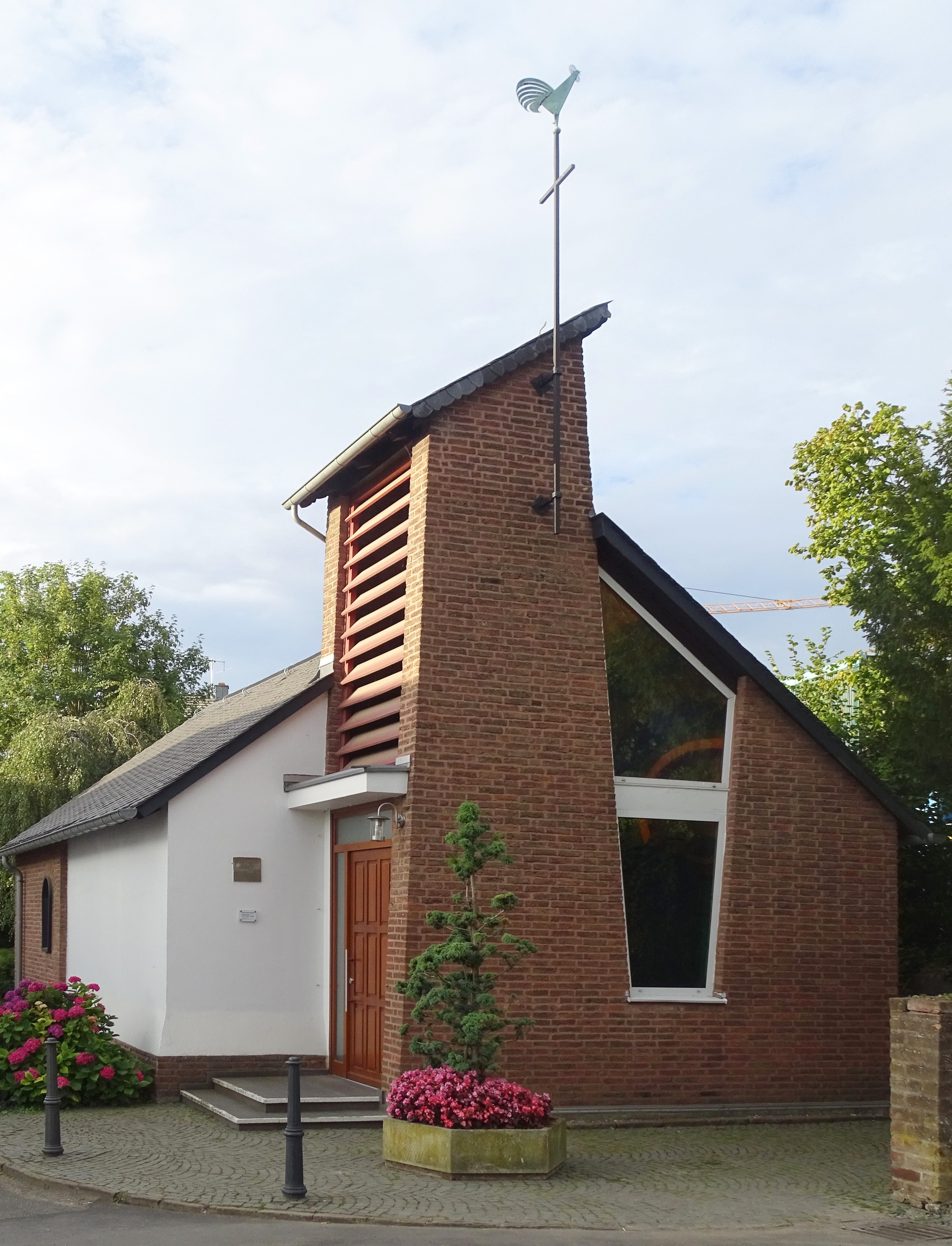
Mutter-Gottes-Kapelle in Birrekoven

## Politik

### Gemeinderat
Der Gemeinderat ist die kommunale Volksvertretung der Gemeinde Alfter. Über die Zusammensetzung entscheiden die Bürger alle fünf Jahre. Die letzte Wahl fand am 13. September 2020 statt.

### Bürgermeister und Ortsvorsteher
2009 wurde Rolf Schumacher als hauptamtlicher Bürgermeister gewählt und 2014 sowie 2020 im Amt bestätigt. Erste stellvertretende Bürgermeisterin ist Luise Wiechert (CDU), zweite stellvertretende Bürgermeisterin ist Jeanette Schroerlücke (Grüne).
Folgende Ortsvorsteher wurden vom Gemeinderat gewählt:
| Ortschaft     |    | Ortsvorsteher                |
| ------------- | -- | ---------------------------- |
| Alfter        |    | Norbert Lehna (CDU)          |
| Gielsdorf     |    | Elke Thomer (CDU)            |
| Impekoven     |    | Ilse Niemeyer (CDU)          |
| Oedekoven     |    | Brigitte Schächter (CDU)     |
| Witterschlick | 00 | Knut Kiesewetter (parteilos) |

### Liste der Bürgermeister und Gemeindedirektoren
Bürgermeister:
- Heinrich Arenz (CDU), 1969–1989[21]
- Bärbel Steinkemper (CDU), 1989–1997 ehrenamtlich, 1997–2009 hauptamtlich
- Rolf Schumacher (CDU), seit 21. Oktober 2009

Gemeindedirektoren:
- Johannes Janssen (CDU), 1969–1970 Beauftragter für die Aufgaben des Gemeindedirektors, 1970–1976 Gemeindedirektor
- Norbert Linnenborn (CDU), 1976–1989
- Bodo Kerstin (FDP), 1989–1997

Nach dem Ausscheiden Kerstins aus dem Amt wurde das Amt des Gemeindedirektors in Alfter abgeschafft. An die Stelle trat die hauptamtliche Bürgermeisterin.

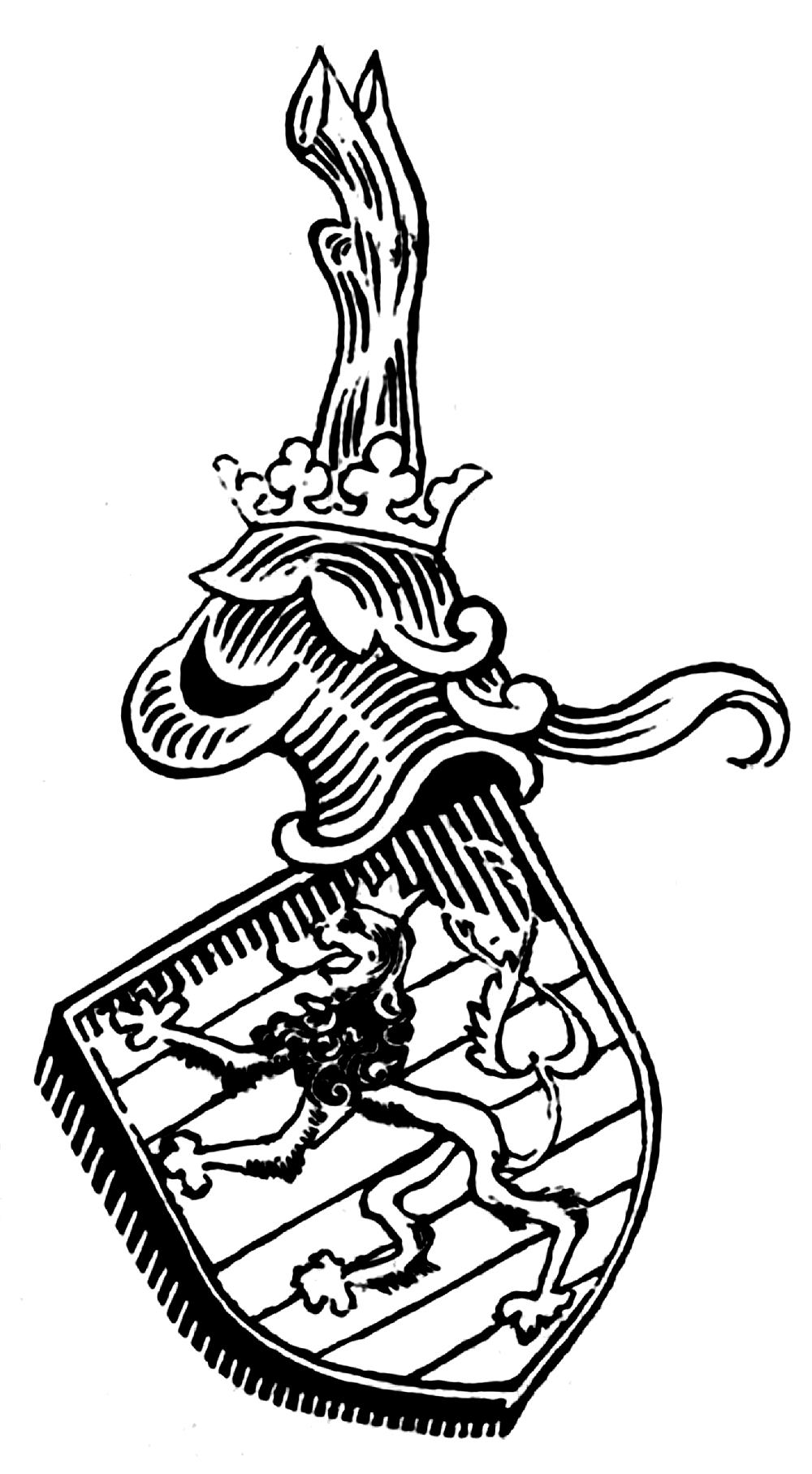
Wappen der Herren von Alfter bei Anton Fahne

### Wappen
| Wappen von Alfter | Blasonierung: „Unter goldenem Schildhaupt, darin fünf rote Rauten, fünfmal von Rot nach Gold geteilt, belegt mit einem golden bekrönten, doppelschwänzigen, silbernen Löwen.“ |
| Wappen von Alfter | Wappenbegründung: Das Wappen entstammt den im 15. Jahrhundert ausgestorbenen, hier ansässigen Herren von Alfter. Sie führten in Gold drei (manchmal auch vier) rote Balken, belegt mit dem silbernen Löwen; die Rauten entstammen dem Wappen des eingemeindeten Ortes Witterschlick und stehen für die fünf Ortschaften Alfter, Gielsdorf, Oedekoven, Impekoven und Witterschlick. |

### Gemeindepartnerschaften
Alfter unterhält eine Partnerschaft mit dem französischen Châteauneuf-sur-Charente im Département Charente.
Die Partnerschaft zwischen Alfter und dem brandenburgischen Beelitz, die am 3. Oktober 1990 besiegelt worden war, wird aktuell nicht gelebt.
Zwischen der ukrainischen Stadt Sokal und Alfter besteht seit 2024 eine Solidaritätspartnerschaft.

## Kultur und Sehenswürdigkeiten

### Denkmal

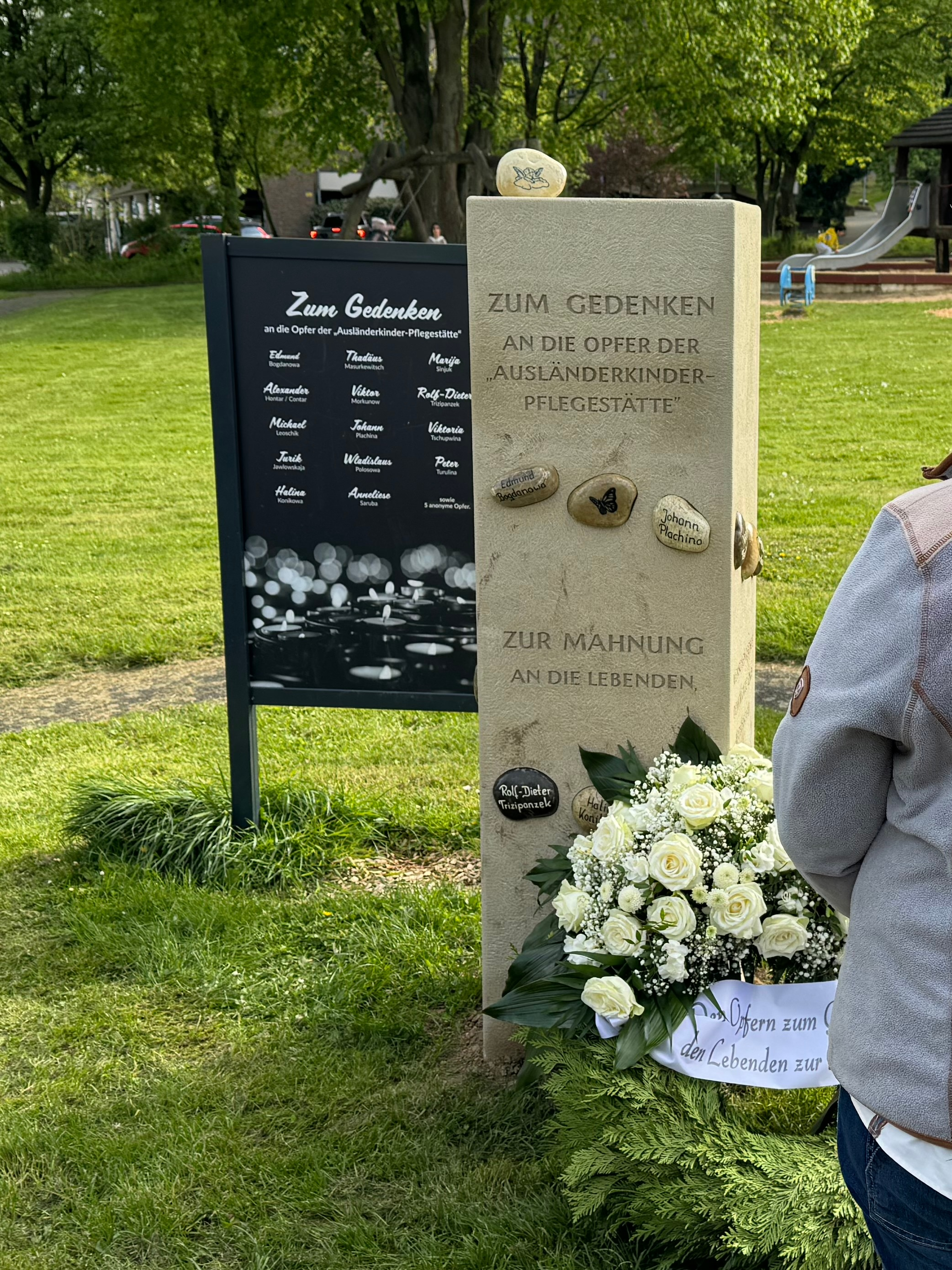
Gedenkstele am Rathaus

Neben dem Alfterer Rathaus in Oedekoven erinnert ein Gedenkstein an 19 Babys und Kleinkinder von Zwangsarbeiterinnen, die in der Ausländerkinder-Pflegestätte der Nationalsozialisten in Alfter ab Mai 1944 durch Vernachlässigung starben.

### Kunst
Die Kunst in Alfter ist durch die Alanus Hochschule geprägt. Überall im Ort finden sich Exponate, insbesondere im Ortszentrum Schloss/Hertersplatz/Herrenwingert, im Broich-Park und vor allem am Johannishof (Campus I).

### Erlebniswege
- Kunst- und Kulturlandschaftspfad Streuobst[29]
- Kulturerlebnisweg Alfter[30][31]
- Kulturerlebnisweg Witterschlick[32]

### Sehenswürdigkeiten

#### Bauwerke
Das höchste Bauwerk in der Gemeinde ist mit 107 m der Funkturm in Alfter-Volmershoven.

#### Baudenkmäler
- Fachwerkhaus Hertersplatz 13
- Jüdischer Friedhof (Alfter)

Auf dem Gebiet der Gemeinde Alfter sind 120 (Stand: April 2015) bauliche Anlagen oder Teile baulicher Anlagen als Baudenkmal nach dem Denkmalschutzgesetz Nordrhein-Westfalens ausgewiesen. Sie sind in der Denkmalliste der Gemeinde Alfter eingetragen.

#### Bodendenkmäler
Zu den Bodendenkmälern in Alfter gehören die „Alte Burg“, die „Abschnittsbefestigung Witterschlick“, mehrere römische Übungslager und die „Römische Wasserleitung“.

### Grünflächen und Naherholung

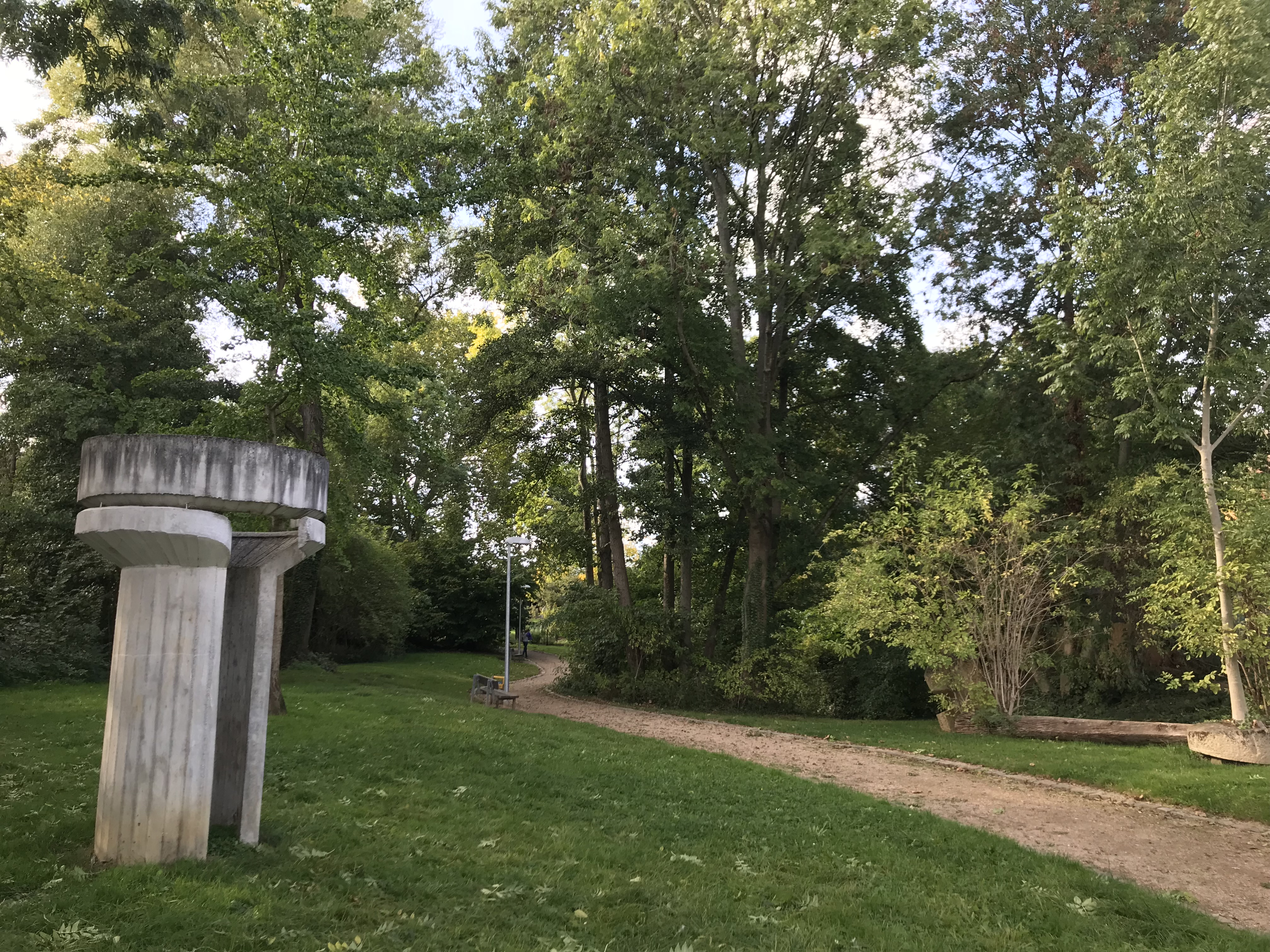
Der Broich-Park (2018) (weitere Bilder)

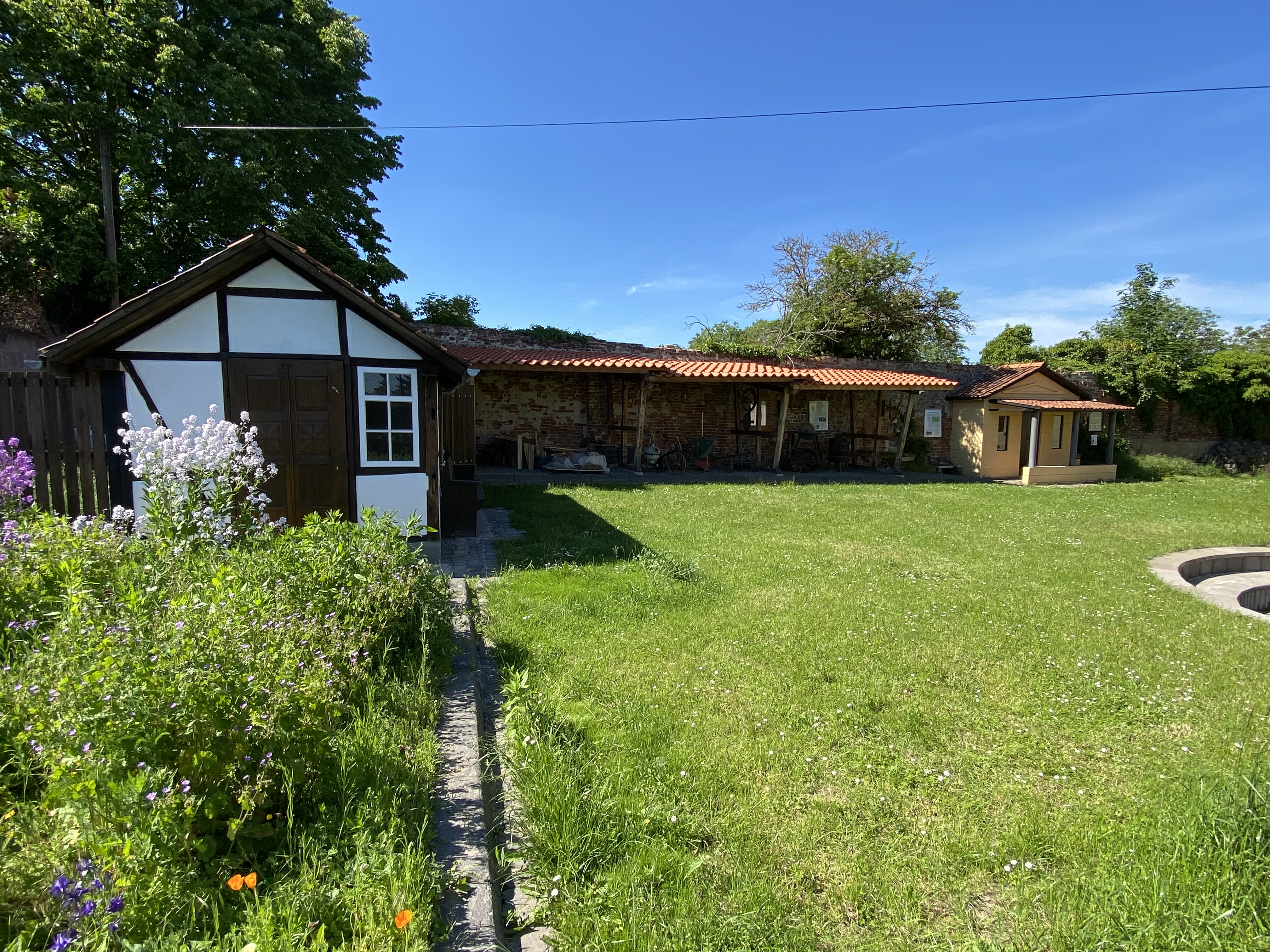
Anna-Garten (2021) (weitere Bilder)

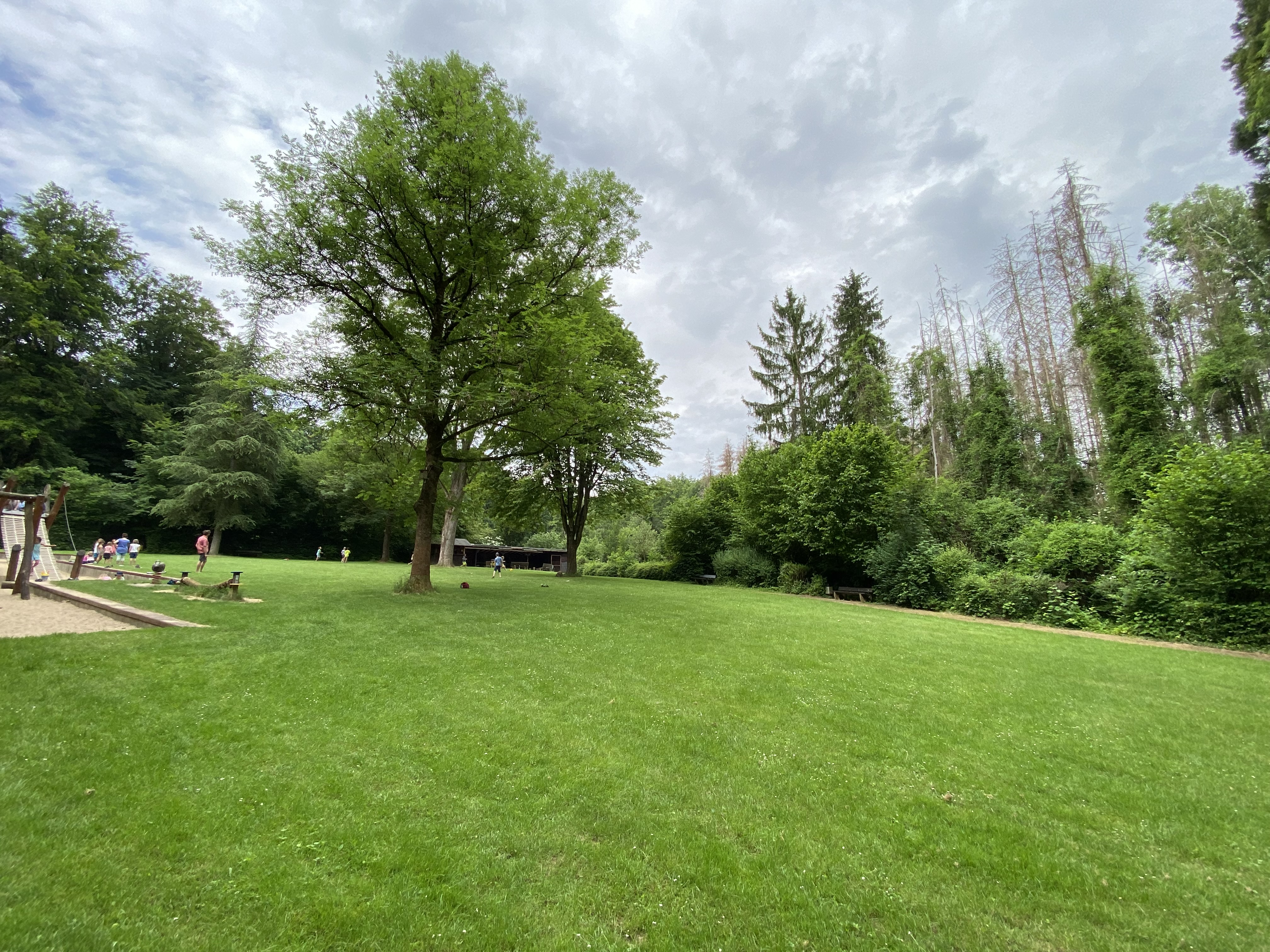
Jakob-Wahlen-Park (2021)

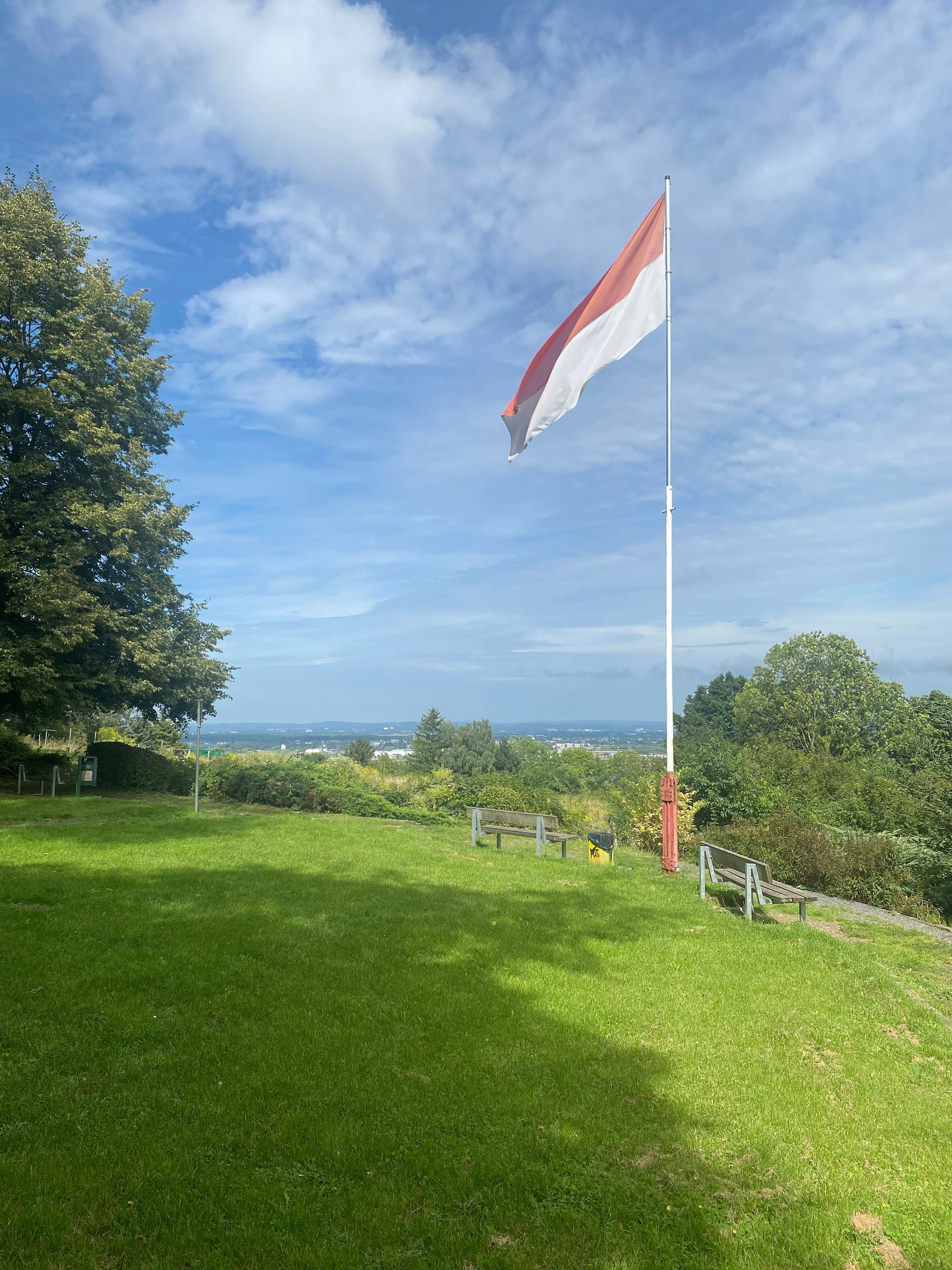
Aussichtspunkt Böhling (2023) (weitere Bilder)

Im Gebiet der Gemeinde liegen die Naturschutzgebiete Dürrenbruch, Kottenforst, Waldville und Tongrube Witterschlick.
Der Naherholung dienen der Naturpark Rheinland, der teilweise auf Alfterer Gebiet liegt, mit der Ville und dem Vorgebirge. Größere, offene Wasserflächen gibt es in Alfter nicht, dafür ortsnahe/innerörtliche Parks (Jakob-Wahlen-Park, Broich-Park) mit kleinen Wasserflächen, gespeist durch den Alfterer Bornheimer Bach bzw. seine Zuflüsse. Oberhalb von Alfter gibt es den Aussichtspunkt Böhling, der Blicke nach Bonn, in das Rheintal, auf das Siebengebirge und auf Alfter eröffnet.
Der Schlosspark ist öffentlich nicht zugänglich. Im privaten Anna-Garten am Haus der Alfterer Geschichte werden historische Exponate (landwirtschaftliches Gerät u. ä.) gezeigt, er ist öffentlich zugänglich.
Alfter gehört zu den Gemeinden, die im Grünen C zusammengeschlossen sind. Mit dem Wegenetz, den Stationen und anderen Elementen des Grünen C wurde versucht, weitere Elemente der Naherholung zu schaffen.

### Sport

#### Badminton
Der Badminton Club Witterschlick e. V. (BCW) ist ein Badmintonverein mit etwa 80 Mitgliedern. Er wurde 1979 gegründet und gehört dem Badminton Landesverband NRW e. V. an. Bis 1981 hatte der BCW seine Spielstätte in der Mehrzwecksporthalle Volmershoven. Folgend wurden das Training und die Wettkämpfe in die damals neu gebaute Dreifachturnhalle nach Oedekoven verlegt, wo der Verein bis heute mit seinen Mitgliedern trainiert. In der Vergangenheit wurden Mannschaften für die Bezirksliga und Bezirksklasse sowie Kreisliga und Kreisklasse aufgestellt. Aktuell ist der BCW mit seinen Senioren in der Kreisklasse und mit seiner Jugend in der Bezirksliga vertreten.

#### Fußball

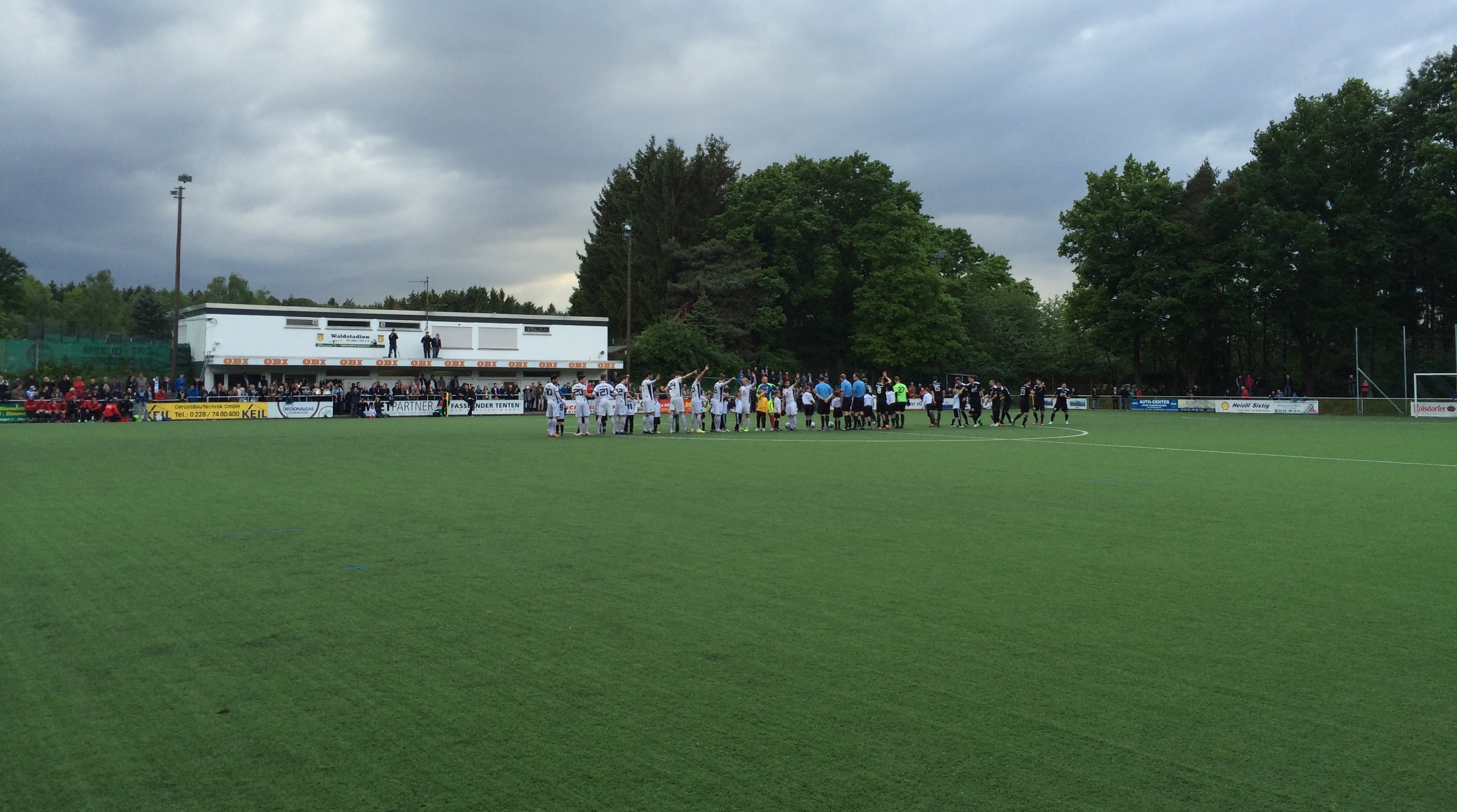
Waldstadion (2014)

Einer der Fußballvereine der Gemeinde, der VfL Alfter, spielt in der Mittelrheinliga, der höchsten Liga des Fußballverbandes Mittelrhein und der fünfthöchsten Spielklasse in Deutschland. Die zweite Mannschaft des VfL Alfter spielt in der Kreisliga B, der zweithöchsten Spielklasse im Fußballkreis Bonn. Der Sportplatz der Ortschaft Alfter, das sogenannte Waldstadion, befindet sich wie die Alanus-Hochschule auf dem Vorgebirgsberg am Strangheidgesweg. Auf dem ehemaligen Tennenplatz wurde im Sommer 2008 ein Kunstrasen verlegt.
Weitere Fußballmannschaften gibt es in Oedekoven (Blau-Weiß Oedekoven (Kreisliga B)), Impekoven (SV Germania Impekoven (Kreisliga B)), Witterschlick (TB 1906 Witterschlick (Kreisliga B)) und in Volmershoven-Heidgen (SC Volmershoven-Heidgen (Kreisliga A)). Alle Vereine spielen auf Kunstrasenplätzen.

#### Tennis
Der Tennisclub Alfter (TC Alfter e. V.) nimmt an den Mannschaftsmeisterschaften des Tennisverbandes Mittelrhein teil.

#### Tischtennis
Der TTC Blau-Weiß Alfter e. V. ist einer der ältesten Tischtennisclubs des Westdeutschen TT-Verbandes. Er entstand 1946 aus Mitgliedern des Schützenvereins, deren junge Mitglieder aufgrund des Nachkriegs-Schießverbotes ein neues Betätigungsfeld suchten. Seitdem nimmt der TTC Alfter am Spielbetrieb des Westdeutschen Tischtennisverbandes mit Damen-, Herren-, Jugend- und Schülermannschaften teil.
Die TTG Witterschlick e. V. entstand 1970 aus den beiden Tischtennisvereinen TTC Blau-Rot Witterschlick und der TTF Witterschlick. Sechs Herrenmannschaften und verschiedene Schüler- und Jugendmannschaften nehmen am Spielbetrieb des Westdeutschen Tischtennisverbandes teil.

#### Sonstiges
Der Sportverein Alfterer Sport-Club (ASC) verfügt über Volleyball-, Leichtathletik-, Radsport-, Breitensport und Walkingabteilungen.
Seit Ende 2015 bietet der TB 1906 Witterschlick neben Fußball und Breitensport auch American Football an. Trainiert und gespielt wird im „Stadion im Tonrevier“. Die Mannschaft spielt als „Fighting Miners“ in der Landesliga NRW Gruppe Süd des AFCV NRW.
Der Judoclub-Alfter-Bornheim bietet Training und Turniere für alle Gewichts- und Altersklassen an.

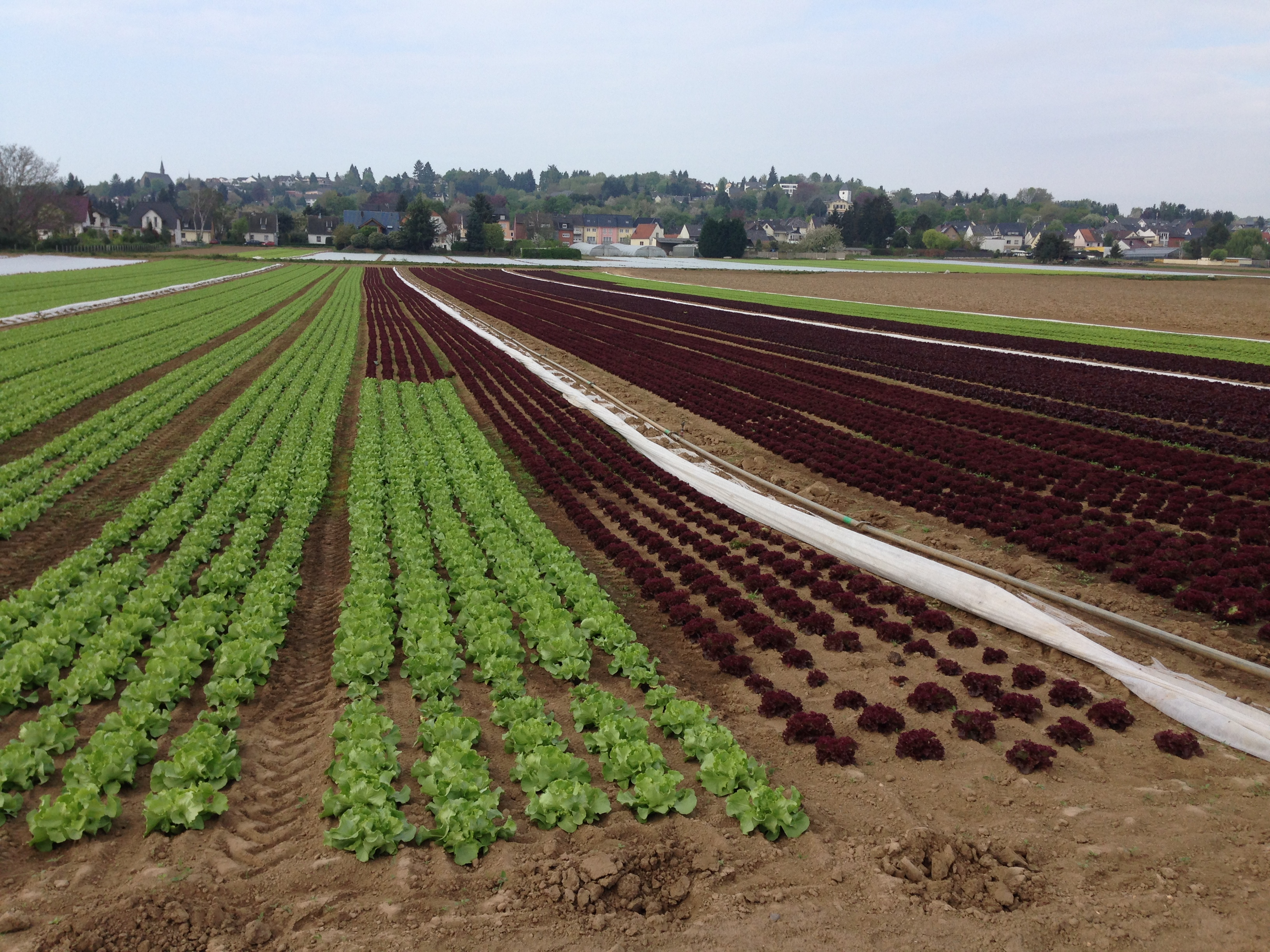
Salatanbau in Alfter (vor Gielsdorf)

### Kulinarische Spezialitäten
Alfter liegt in einem klimatisch und geologisch begünstigten Gebiet, so dass viele Sorten Salat, Kräuter und Gemüse wie auch Erdbeeren und Rhabarber gut gedeihen. Insbesondere der Alfterer Spargel (Anbaugebiet „Bornheim“) war schon frühzeitig überregional bekannt und gefragt. Spargel in allen denkbaren Varianten ist deshalb in der Saison Bestandteil der Speisekarten der örtlichen Restaurants. Zu den Alfterer Spezialitäten zählt auch der Rebellenblut genannte Brombeerwein.

### Alfterer Karneval
Der Karneval hat in Alfter eine lange Tradition. Eine Quelle von 1623 verweist bereits auf den „Hochfastelabent“ in Alfter. Ebenso wird davon ausgegangen, dass der Begriff „Veilchendienstag“ aus Alfter stammt.

## Wirtschaft und Infrastruktur
Alfter verfügt mit einer durchschnittlichen Kaufkraft von 23.900 Euro (KKZ 109,3) über die siebthöchste Kaufkraft im Rhein-Sieg-Kreis (Stand 2015).

### Verkehrsanbindung
An der Voreifelbahn (Bonn–Euskirchen), auf der die S-Bahnlinie 23 verkehrt, befinden sich mit Alfter-Witterschlick und Alfter-Impekoven zwei Haltepunkte im Gemeindegebiet. Am nördlichen Rand des Hauptortes liegt der Haltepunkt Alfter/Alanus Hochschule der Vorgebirgsbahn, wo die Linien 18 und 68 des Stadtbahnnetzes Rhein-Sieg verkehren. Weiterhin verkehren in Alfter Linienbusse der Regionalverkehr Köln und SWB Bus und Bahn. Alfter gehört zum Tarifgebiet des Verkehrsverbundes Rhein-Sieg (VRS).
| Linie | Verlauf | Takt |
| ----- | --- | --- |
| S 23  | Bonn Hbf – Bonn-Endenich Nord – Bonn Helmholtzstraße – Bonn-Duisdorf – Alfter-Impekoven – Alfter-Witterschlick – (Meckenheim Kottenforst –)* Meckenheim Industriepark – Meckenheim (Bz Köln) – Rheinbach Römerkanal – Rheinbach – Swisttal-Odendorf – Euskirchen-Kuchenheim – Euskirchen ab Euskirchen stündlich Anschluss auf SEV der RB 23 bis Bad Münstereifel; * Züge halten in Kottenforst nur stündlich und nur am Wochenende sowie an Feiertagen bei Bedarf Stand: Fahrplanwechsel Dezember 2023 | 15 min (Bonn–Rheinbach in der HVZ) 30 min                                                                          |
| 18    | Thielenbruch – Dellbrück – Holweide – Buchheim – U Bf Mülheim – U Mülheim Wiener Platz – Zoo/Flora – U Reichenspergerplatz – U Ebertplatz – U Breslauer Platz/Hbf – U Dom/Hbf – U Appellhofplatz (Breite Straße) – U Neumarkt – Barbarossaplatz – Eifelwall – Klettenberg – Efferen – Hürth-Hermülheim – Fischenich – Brühl-Vochem – Brühl Mitte – Brühl Süd – Badorf – Schwadorf – Walberberg – Merten – Waldorf – Dersdorf – Bornheim – Roisdorf West – Alfter – Dransdorf – Bonn West – Bonn Hbf     | 10 min (Thielenbruch–Buchheim) 5 min (Buchheim–Klettenberg) 10 min (Klettenberg–Schwadorf) 20 min (Schwadorf–Bonn) |
| 68    | Bornheim – Roisdorf West – Alfter – Dransdorf – Bonn West – U Bonn Hbf – U Universität/Markt – U Juridicum – U Bundesrechnungshof/Auswärtiges Amt – U Museum Koenig – U Heussallee/Museumsmeile – Ollenhauerstraße – Olof-Palme-Allee – Robert-Schuman-Platz – Rheinaue – U Ramersdorf | einzelne Fahrten (Mo–Fr an Werktagen)                                                                              |

An das Fernstraßennetz ist die Gemeinde Alfter über die Bundesautobahnen 565 (Ausfahrt Bonn-Hardtberg) und 555 (Ausfahrt Bornheim (Rhld.)) sowie die Bundesstraße 56 angebunden. Durch Alfter verlaufen die Landesstraßen 113, 183 und 183n sowie die Kreisstraßen 5, 12 und 12n.
In Alfter waren am 1. Januar 2018 15.644 Kraftfahrzeuge zugelassen, davon 13.305 Pkw.

### Ansässige Unternehmen

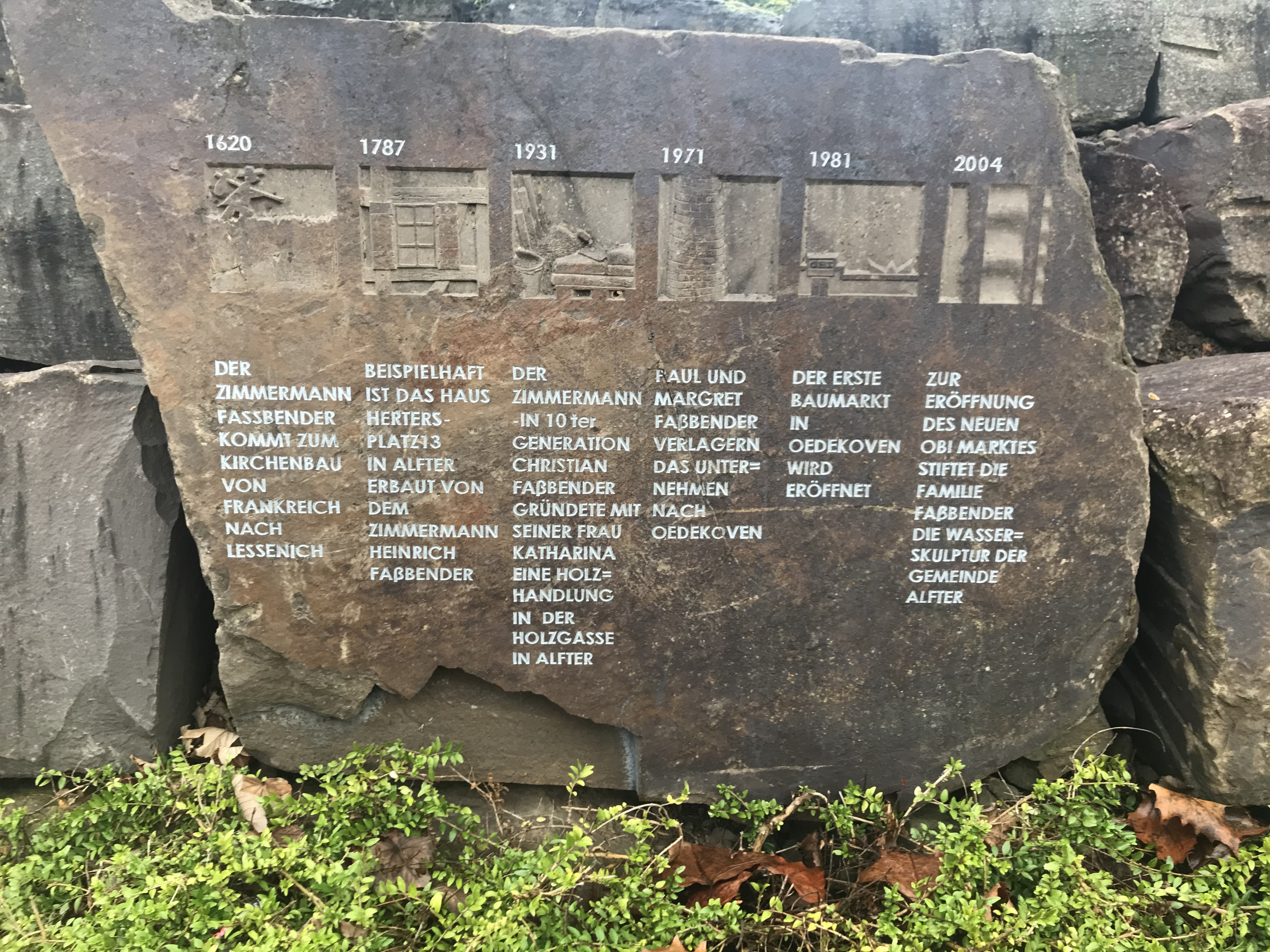
Chronik der Familie Faßbender

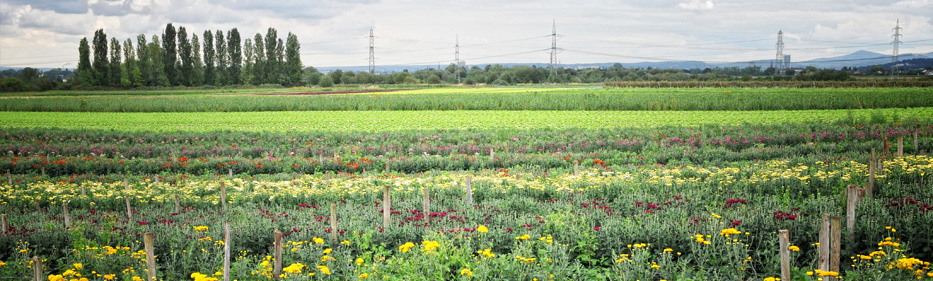
Gartenland Alfter

In Witterschlick befindet sich die Hauptverwaltung der Deutschen Steinzeug Cremer & Breuer AG, dem größten deutschen Hersteller von Fliesen.
In Oedekoven befindet sich der Hauptsitz des 1931 in Alfter, Holzgasse, gegründeten Baustoff-Großhandelsbetriebes „Baustoff Fassbender Tenten“, dem inzwischen größten Baustoffhändler in der Region Bonn. Die Firma beschäftigt rund 730 Mitarbeiter und hat einen Jahresumsatz von 170 Millionen Euro.
In Alfter hatte die „Brombeerweinkellerei Rebellenblut“ ihren Firmensitz. Heute wird das Rebellenblut von dem Alfterer Unternehmen Schwadorf Handel und Logistik GmbH & Co. KG vertrieben.
Im Übrigen ist Alfter landwirtschaftlich geprägt. Rund die Hälfte des Gemeindegebietes ist landwirtschaftliche Nutzfläche.:5 Eine Vielzahl landwirtschaftlicher Kleinbetriebe erzeugt neben Salat, Gemüse (vgl. oben) und Kräutern auch Schnittblumen.

### Öffentliche Einrichtungen

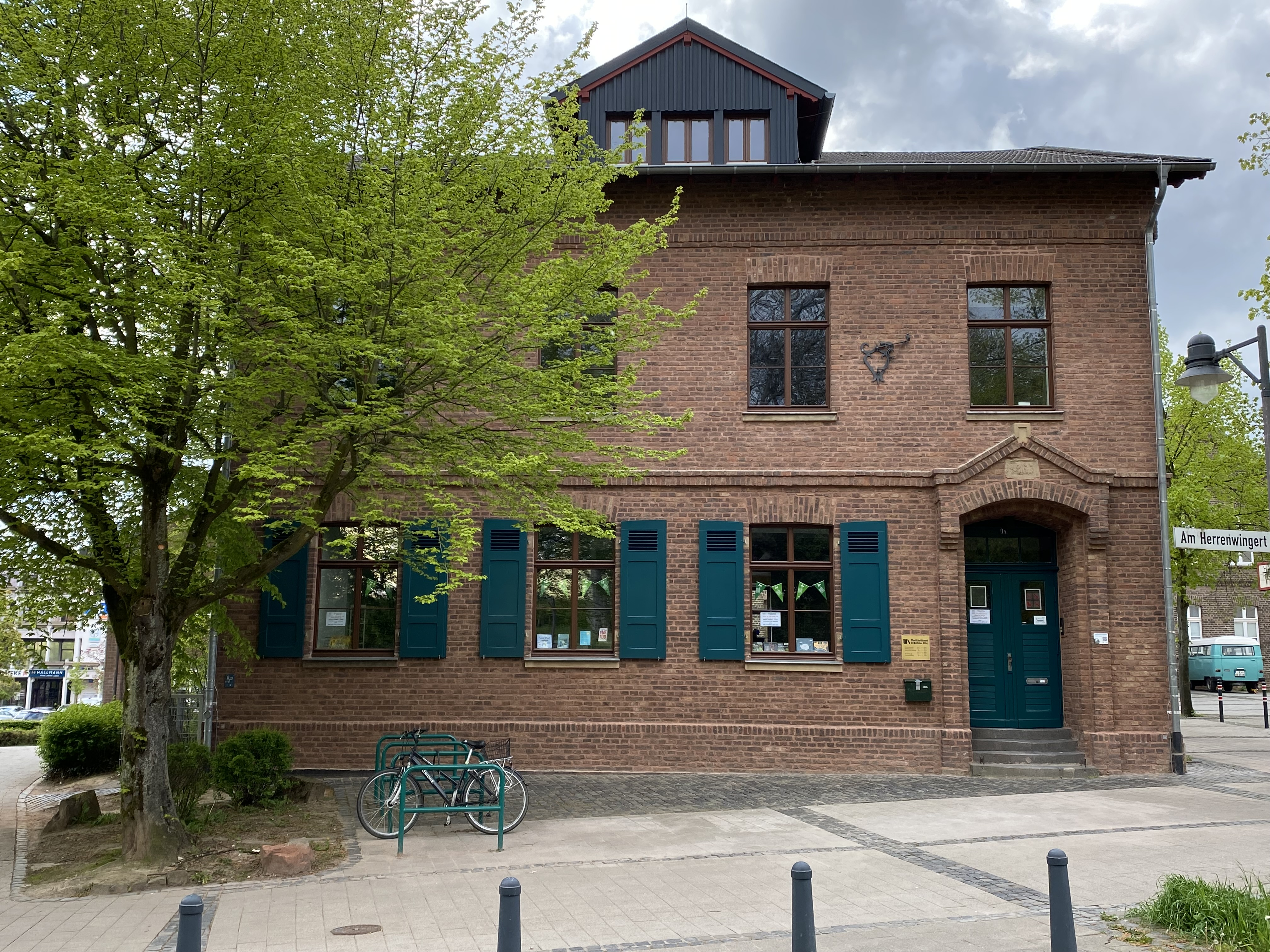
Öffentliche Bücherei St. Matthäus (2021)

Alle Ortschaften verfügen über öffentliche Büchereien::21
- Bücherbrücke – Öffentliche Bücherei Meckenheim/Alfter, Standort Alfter[50] – Mitglied der Onleihe Rhein-Sieg
- Katholische Öffentlichen Bücherei St. Mariä Himmelfahrt Oedekoven
- Katholische Öffentlichen Bücherei St. Lambertus Witterschlick
- Katholische Öffentliche Bücherei St. Maria Hilf Volmershoven-Heidgen

Am Herrenwingert steht ein öffentlicher Bücherschrank.
In Alfter hat sich ein FreilichtWanderTheater etabliert.
- Freilichtbühne Alfter[51] – Mitglied im Verband Deutscher Freilichtbühnen

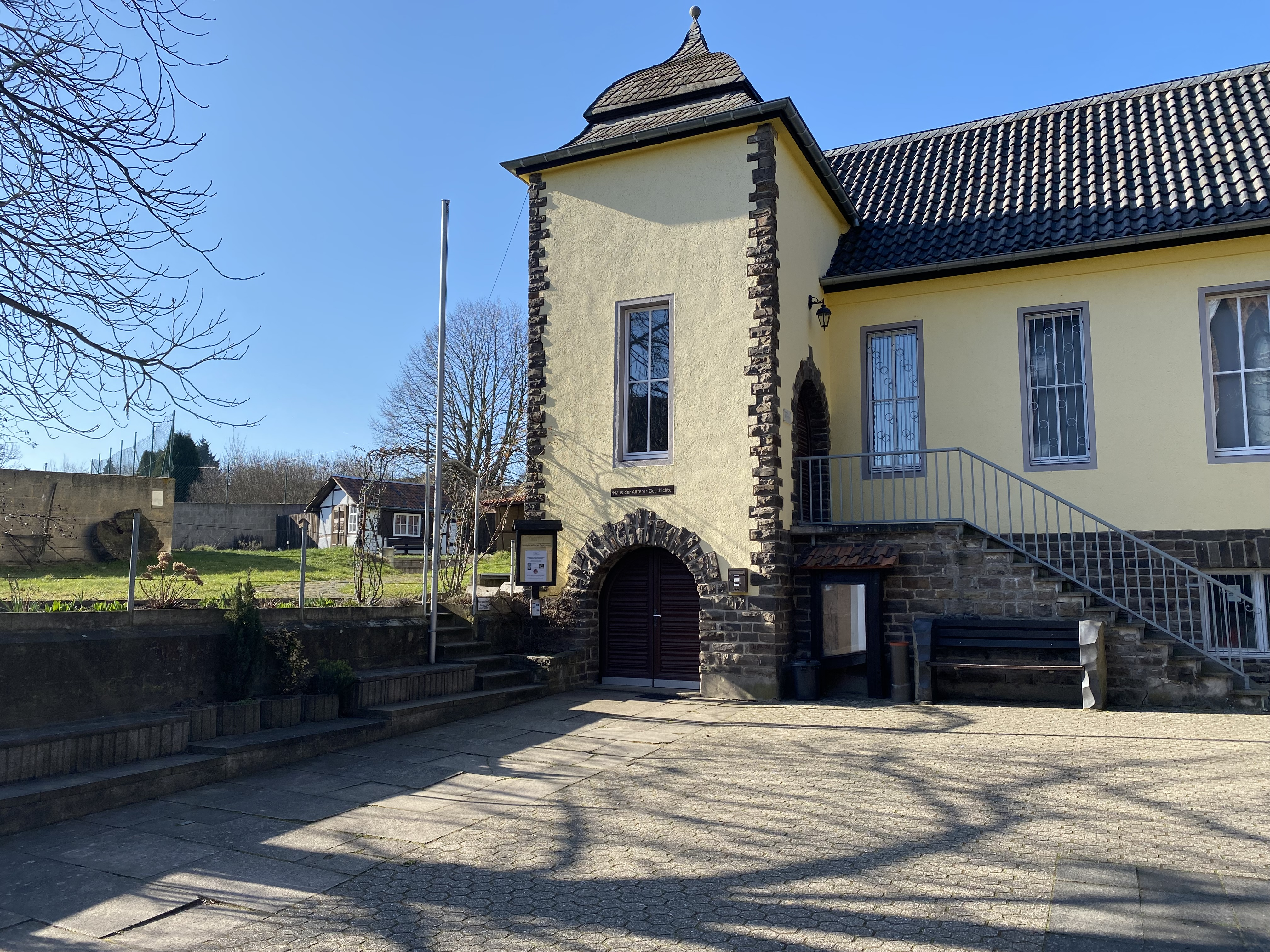
Haus der Alfterer Geschichte (2023)

Exponate und Veranstaltungen zur Ortsgeschichte gibt es im Haus der Alfterer Geschichte, das sich selbst als „Regionalmuseum“ bezeichnet. Das „Museum“ mit der Adresse Hertersplatz 19 befindet sich hinter der Pfarrkirche St. Matthäus.

### Bildung
Tageseinrichtungen für Kinder:20
- Kita an der Anna Schule
- Kindertagesstätte Rasselbande
- Katholische Kindertageseinrichtung St. Matthäus Alfter
- Elterninitiative Hüppekästchen e. V., Kindertagesstätte
- Evangelische Matthias-Claudius-Kindertagesstätte
- Waldorfkindergarten Sonnenblume
- Katholische Tageseinrichtung für Kinder St. Jakobus
- Katholische Tageseinrichtung für Kinder St. Mariä Himmelfahrt
- Elterninitiative Fröbel-Kindergarten Alfter e. V.
- AWo Kindertagesstätte Sonnenblume
- Elterninitiative AWO Kindergarten Sterntaler
- Katholische Tageseinrichtung für Kinder St. Mariä Heimsuchung
- Katholische Tageseinrichtung für Kinder St. Lambertus
- Evangelischer Kindergarten Witterschlick
- AWO Kindergarten Buntstift
- Bilinguale Kindertagesstätte Treegenium’s Tiny Tots
- Elterninitiative Waldorfkindergarten
- Kindertagesstätte Purzelbaum

Schulen
- Gymnasium Alfter[53]
- Anna-Grundschule Alfter

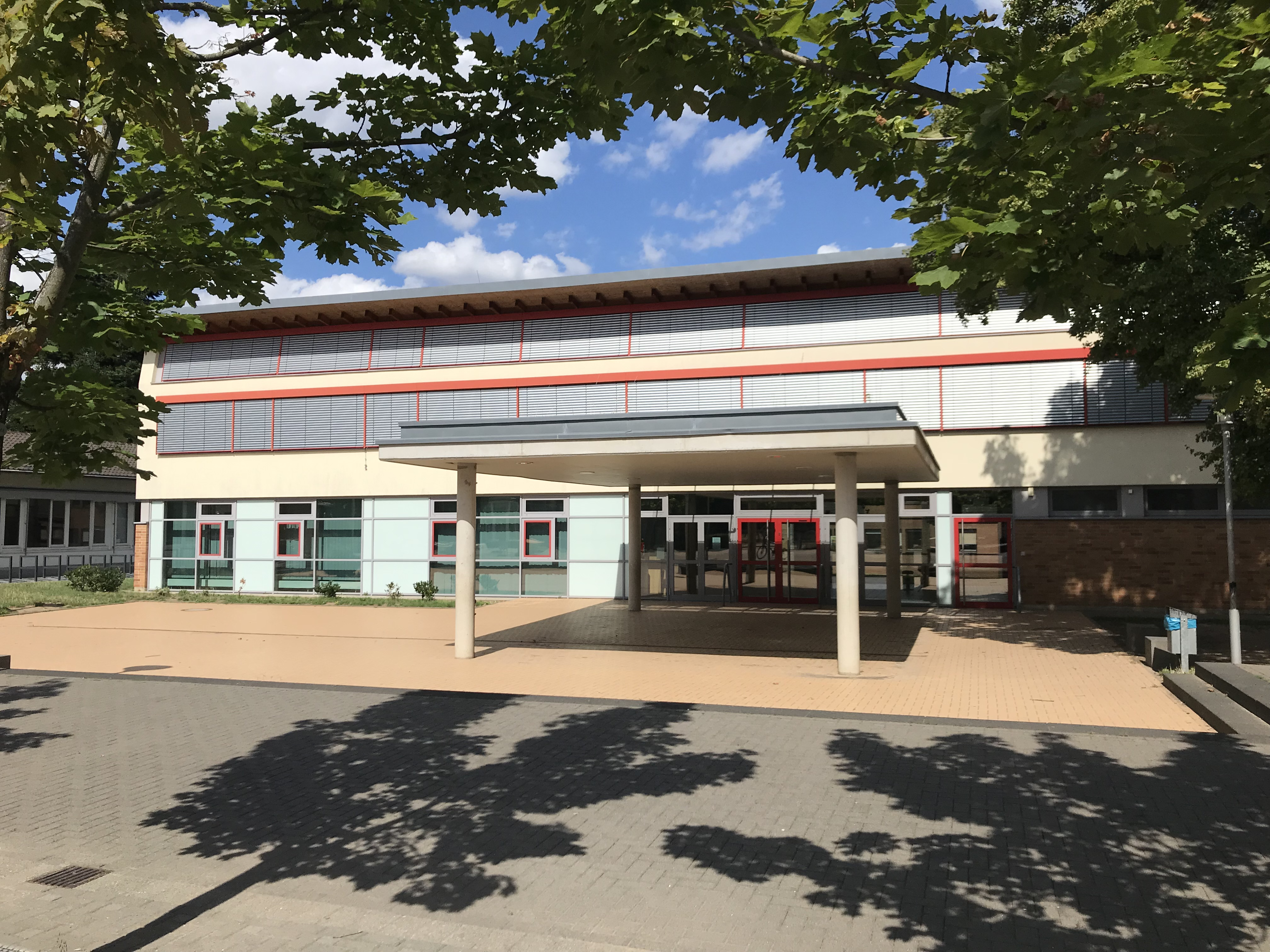
Anna-Schule (weitere Bilder)

- Freie christliche Grundschule Bonn/Rhein-Sieg-Kreis
- Freie christliche Gesamtschule Bonn/Rhein-Sieg-Kreis
- Gemeinschaftsgrundschule Oedekoven
- Gemeinschaftsgrundschule Witterschlick
- Vorgebirgsschule, Förderschule des Rhein-Sieg-Kreises mit dem Förderschwerpunkt Geistige Entwicklung, Alfter
- Schule an der Wicke, Förderschule des Rhein-Sieg-Kreises mit dem Förderschwerpunkt Sprache, Gielsdorf
- Waldschule, Förderschule des Rhein-Sieg-Kreises mit dem Förderschwerpunkt Emotionale und soziale Entwicklung, Witterschlick

Weiterbildungseinrichtungen:21
- Alanus Hochschule für Kunst und Gesellschaft, Alfter
- Volkshochschule Bornheim/Alfter (Kommunales Weiterbildungszentrum für die Stadt Bornheim und die Gemeinde Alfter)

## Persönlichkeiten

### Ehrenbürger
- Cecilie Fürstin Salm-Reifferscheidt-Krautheim und Dyck geb. Prinzessin Salm-Salm (1911–1991), lebte von 1930 bis 1961 im Schloss Alfter.[54]
- Heinrich Arenz (1923–2004), erster Bürgermeister der Gemeinde Alfter nach der kommunalen Neuordnung 1969; 1990 Ehrenbürgermeister der Gemeinde Alfter.[21]

### Söhne und Töchter der Gemeinde
- Erich Linden (1898–?), Bildhauer und Maler in Aachen
- Wilhelm Maucher (1903–1993), Friedenskämpfer und Brombeerweinproduzent
- Wilhelm Weber (1906–1990), Politiker (SPD), Landtagsabgeordneter
- Günter Schuster (1918–2011), Physiker und Wissenschaftsfunktionär
- Paul Schneider (1920–2002), Organist und Hochschullehrer
- Johann Gimnich (1925–1998), Bürgermeister der selbständigen Gemeinde Alfter von 1960 bis 1969
- Marie Christine Altgräfin zu Salm-Reifferscheidt-Krautheim und Dyck (1932–2010), Tochter von Fürstin Cecilie (Ehrenbürgerin) und Mutter von Simeon Reichsgraf Wolff Metternich zur Gracht (Eigentümer von Schloss Alfter)
- Elisabeth Heister-Neumann (* 1955), Politikerin (CDU), Niedersächsische Justizministerin und Kultusministerin
- Sandra Roth (* 1977), Autorin

### Persönlichkeiten, die in Alfter gewirkt haben
- Johanna Elberskirchen (1864–1943), lebte von 1905 bis 1909 in Alfter und schrieb dort Bücher zur Gesundheit von Kindern.
- Franz zu Salm-Reifferscheidt-Dyck (1899–1958), Unternehmer, lebte in Alfter, Namensgeber der Fürst-Franz-Josef-Straße.
- Joseph Fassbender (1903–1974), Maler und Grafiker, Mitbegründer der Donnerstag-Gesellschaft, die es sich zur Aufgabe gemacht hatte, das kulturelle Geschehen im Rheinland nach dem Ende der nationalsozialistischen Unterdrückung wieder zu beleben.
- Hubert Berke (1908–1979), Maler und Grafiker, Mitbegründer der Donnerstag-Gesellschaft, lebte in Alfter.
- Hann Trier (1915–1999), Maler, Mitbegründer der Donnerstag-Gesellschaft.
- Rudolf Thaut (1915–1982), baptistischer Theologe, Rektor des Theologischen Seminars Hamburg, Präsident der Europäisch-Baptistischen Föderation und Vizepräsident des Baptistischen Weltbundes.
- Herbert Zimmermann (1917–1966), Rundfunkreporter (WM-Finale Bern 1954), beerdigt auf dem Friedhof Witterschlick.
- Johannes Wilde (1936–2021), Politiker (CDU), Landtagsabgeordneter (1972–1990), Ratsmitglied in Alfter (1979–1984), lebte in Impekoven.
- Waldemar Feldes (1939–2023), Flottillenadmiral a. D., lebte in Impekoven.
- Eva Ohlow (* 1940), Künstlerin, Tochter von Hubert Berke, lebte in Alfter.
- Klaus Hildebrand (* 1941), Historiker, lebt in Alfter.
- Frank-Rüdiger Hildebrandt (* 1941), Architekt der Evangelischen Kirche am Herrenwingert, Professor der Alanus Hochschule, lebt in Alfter.
- Bärbel Steinkemper (* 1947), erste hauptamtliche Bürgermeisterin von Alfter, lebt in Alfter.
- Joachim Klöckner (* 1949), Autor, Minimalist, lebt in Alfter.[55][56]
- Marie Dominique Würdig-Picard (* 1951), ehemalige Lehrerin,  Förderin der Partnerschaft Alfter und Châteauneuf, Trägerin des Bundesverdienstkreuzes, lebt in Gielsdorf.[57][58]
- Eckhard Klieme (* 1954), Bildungsforscher, wohnt in Alfter.
- Georg Melchior (* 1954), Vorsitzender des Heimatvereins, Träger des Bundesverdienstkreuzes, lebt in Alfter.[59][60]
- Roger Willemsen (1955–2016), Publizist, Fernsehmoderator und Filmproduzent, aufgewachsen in Oedekoven
- Josef Schmidt (* 1958), Musiker und Musikpädagoge, Träger des Bundesverdienstkreuzes, lebt in Alfter.[61]
- Ansgar Rieks (* 1959), Generalleutnant a. D. und ehemaliger stellvertretender Inspekteur der Luftwaffe, lebt in Alfter.
- Harald Meurer (* 1959), Internet-Unternehmer, lebt in Alfter.[62]
- Andreas Pinkwart (* 1960), von 2005 bis 2010 Minister für Innovation, Wissenschaft, Forschung und Technologie und stellvertretender Ministerpräsident des Landes Nordrhein-Westfalen, von 2017 bis 2022 Minister für Wirtschaft, Innovation, Digitalisierung und Energie des Landes Nordrhein-Westfalen, lebt in Witterschlick.
- Marcelo da Veiga (* 1960), brasilianischer Germanist, Gründungsrektor der Alanus Hochschule für Kunst und Gesellschaft.
- Anja Eichbaum (* 1963), Autorin, lebt in Gielsdorf.
- Thomas Lehnen (* 1967), Flottillenadmiral, lebt in Alfter.
- Oliver Krauß (* 1969), Politiker (CDU) und MdL, lebt in Alfter.
- Sabine Trinkaus (* 1969), Autorin, lebt und arbeitet in Alfter.
- Sebastian Bachmann (* 1986), Florettfechter, lebt in Alfter.